# فهرست کوه‌های استان سمنان (۳)
فهرست کوه‌های استان سمنان (۳)، فهرستی دارای نام‌ها و مختصات کوه‌های شهرستان‌های شاهرود و میامی استان سمنان ایران است، که از پایگاه ملی نام‌های جغرافیایی ایران در خرداد ۱۳۹۷ دریافت شده‌اند.
| نام                  | مختصات                                                    | ارتفاع | منبع |
| -------------------- | --------------------------------------------------------- | ------ | ---- |
| ابر                  | ۳۶°۴۴′۳۲″شمالی ۵۵°۰۳′۵۷″شرقی / ۳۶٫۷۴۲۳°شمالی ۵۵٫۰۶۵۹°شرقی |        | ۸۴۳  |
| ابر                  | ۳۶°۴۵′۱۰″شمالی ۵۵°۰۴′۵۴″شرقی / ۳۶٫۷۵۲۹°شمالی ۵۵٫۰۸۱۷°شرقی |        | ۸۴۴  |
| آرام حاج قلی         | ۳۶°۲۱′۳۳″شمالی ۵۴°۳۹′۳۵″شرقی / ۳۶٫۳۵۹۱°شمالی ۵۴٫۶۵۹۶°شرقی |        | ۸۴۵  |
| آرام مندو            | ۳۶°۴۴′۰۲″شمالی ۵۵°۰۰′۱۸″شرقی / ۳۶٫۷۳۴۰°شمالی ۵۵٫۰۰۵۰°شرقی |        | ۸۴۶  |
| آرام مندو            | ۳۶°۴۳′۵۵″شمالی ۵۴°۵۹′۲۹″شرقی / ۳۶٫۷۳۲۰°شمالی ۵۴٫۹۹۱۴°شرقی |        | ۸۴۷  |
| اربس چال             | ۳۶°۳۵′۵۲″شمالی ۵۴°۴۲′۳۶″شرقی / ۳۶٫۵۹۷۹°شمالی ۵۴٫۷۱۰۱°شرقی |        | ۸۴۸  |
| اره خداآفرین         | ۳۵°۲۲′۰۰″شمالی ۵۷°۰۰′۴۲″شرقی / ۳۵٫۳۶۶۸°شمالی ۵۷٫۰۱۱۸°شرقی |        | ۸۴۹  |
| اسپی سنگ             | ۳۶°۳۶′۵۸″شمالی ۵۴°۵۱′۲۱″شرقی / ۳۶٫۶۱۶۲°شمالی ۵۴٫۸۵۵۸°شرقی |        | ۸۵۰  |
| اسپی سنگ             | ۳۶°۳۷′۰۵″شمالی ۵۴°۵۳′۵۷″شرقی / ۳۶٫۶۱۸۰°شمالی ۵۴٫۸۹۹۲°شرقی |        | ۸۵۱  |
| آسیاب                | ۳۶°۰۷′۵۲″شمالی ۵۵°۴۳′۴۳″شرقی / ۳۶٫۱۳۱۰°شمالی ۵۵٫۷۲۸۷°شرقی |        | ۸۵۲  |
| آسیاب                | ۳۶°۰۶′۴۸″شمالی ۵۵°۴۱′۵۴″شرقی / ۳۶٫۱۱۳۴°شمالی ۵۵٫۶۹۸۲°شرقی |        | ۸۵۳  |
| اشترکوه              | ۳۶°۰۷′۴۲″شمالی ۵۵°۳۷′۵۳″شرقی / ۳۶٫۱۲۸۲°شمالی ۵۵٫۶۳۱۴°شرقی |        | ۸۵۴  |
| اشترمرده             | ۳۵°۵۸′۱۲″شمالی ۵۶°۰۱′۳۱″شرقی / ۳۵٫۹۷۰۰°شمالی ۵۶٫۰۲۵۴°شرقی |        | ۸۵۵  |
| امیرخان              | ۳۶°۴۵′۳۹″شمالی ۵۵°۱۳′۴۳″شرقی / ۳۶٫۷۶۰۹°شمالی ۵۵٫۲۲۸۶°شرقی |        | ۸۵۶  |
| امیرخان              | ۳۶°۴۶′۰۲″شمالی ۵۵°۱۵′۰۳″شرقی / ۳۶٫۷۶۷۳°شمالی ۵۵٫۲۵۰۹°شرقی |        | ۸۵۷  |
| انارو                | ۳۵°۲۶′۲۲″شمالی ۵۴°۴۶′۵۷″شرقی / ۳۵٫۴۳۹۵°شمالی ۵۴٫۷۸۲۴°شرقی |        | ۸۵۸  |
| انجیرآور             | ۳۶°۰۰′۰۳″شمالی ۵۶°۰۲′۱۹″شرقی / ۳۶٫۰۰۰۷°شمالی ۵۶٫۰۳۸۷°شرقی |        | ۸۵۹  |
| انجیل‌آور             | ۳۵°۵۹′۱۸″شمالی ۵۶°۰۰′۲۲″شرقی / ۳۵٫۹۸۸۲°شمالی ۵۶٫۰۰۶۲°شرقی |        | ۸۶۰  |
| اندرکوه              | ۳۵°۳۵′۴۳″شمالی ۵۵°۲۱′۱۱″شرقی / ۳۵٫۵۹۵۴°شمالی ۵۵٫۳۵۳۰°شرقی |        | ۸۶۱  |
| آهنگری               | ۳۵°۵۹′۱۹″شمالی ۵۶°۰۵′۵۷″شرقی / ۳۵٫۹۸۸۵°شمالی ۵۶٫۰۹۹۳°شرقی |        | ۸۶۲  |
| اواستا               | ۳۶°۳۶′۰۵″شمالی ۵۴°۴۷′۲۶″شرقی / ۳۶٫۶۰۱۳°شمالی ۵۴٫۷۹۰۵°شرقی |        | ۸۶۳  |
| اوغار                | ۳۶°۲۴′۵۷″شمالی ۵۴°۳۷′۴۲″شرقی / ۳۶٫۴۱۵۸°شمالی ۵۴٫۶۲۸۳°شرقی |        | ۸۶۴  |
| ایبرگ                | ۳۵°۳۱′۱۵″شمالی ۵۶°۴۱′۵۵″شرقی / ۳۵٫۵۲۰۹°شمالی ۵۶٫۶۹۸۵°شرقی |        | ۸۶۵  |
| باداو                | ۳۶°۱۴′۰۲″شمالی ۵۵°۰۶′۱۵″شرقی / ۳۶٫۲۳۳۹°شمالی ۵۵٫۱۰۴۲°شرقی |        | ۸۶۶  |
| باداو                | ۳۶°۱۴′۱۵″شمالی ۵۵°۰۷′۳۵″شرقی / ۳۶٫۲۳۷۴°شمالی ۵۵٫۱۲۶۵°شرقی |        | ۸۶۷  |
| بادپران              | ۳۶°۳۳′۳۸″شمالی ۵۴°۳۹′۲۳″شرقی / ۳۶٫۵۶۰۶°شمالی ۵۴٫۶۵۶۴°شرقی |        | ۸۶۸  |
| بازمین               | ۳۵°۳۶′۳۲″شمالی ۵۵°۲۴′۴۶″شرقی / ۳۵٫۶۰۸۸°شمالی ۵۵٫۴۱۲۷°شرقی |        | ۸۶۹  |
| باغ قو               | ۳۶°۱۳′۱۰″شمالی ۵۵°۲۱′۵۷″شرقی / ۳۶٫۲۱۹۵°شمالی ۵۵٫۳۶۵۹°شرقی |        | ۸۷۰  |
| بالاکوه              | ۳۶°۲۷′۳۹″شمالی ۵۵°۰۲′۲۸″شرقی / ۳۶٫۴۶۰۸°شمالی ۵۵٫۰۴۱۰°شرقی |        | ۸۷۱  |
| برفکه                | ۳۶°۳۱′۲۱″شمالی ۵۴°۳۹′۱۵″شرقی / ۳۶٫۵۲۲۴°شمالی ۵۴٫۶۵۴۲°شرقی |        | ۸۷۲  |
| بروم بران            | ۳۶°۴۱′۱۶″شمالی ۵۵°۰۲′۴۶″شرقی / ۳۶٫۶۸۷۸°شمالی ۵۵٫۰۴۶۰°شرقی |        | ۸۷۳  |
| بزاو                 | ۳۵°۳۷′۰۱″شمالی ۵۶°۳۴′۰۸″شرقی / ۳۵٫۶۱۷۰°شمالی ۵۶٫۵۶۹۰°شرقی |        | ۸۷۴  |
| بزدر                 | ۳۶°۳۳′۵۰″شمالی ۵۴°۴۴′۴۱″شرقی / ۳۶٫۵۶۳۸°شمالی ۵۴٫۷۴۴۸°شرقی |        | ۸۷۵  |
| بزمیل                | ۳۵°۳۶′۱۴″شمالی ۵۵°۳۷′۵۸″شرقی / ۳۵٫۶۰۴۰°شمالی ۵۵٫۶۳۲۷°شرقی |        | ۸۷۶  |
| بزمیل                | ۳۵°۳۶′۱۳″شمالی ۵۵°۳۷′۱۶″شرقی / ۳۵٫۶۰۳۷°شمالی ۵۵٫۶۲۱۰°شرقی |        | ۸۷۷  |
| بزمیل                | ۳۵°۳۶′۴۵″شمالی ۵۵°۳۴′۰۱″شرقی / ۳۵٫۶۱۲۴°شمالی ۵۵٫۵۶۷۰°شرقی |        | ۸۷۸  |
| بغلو                 | ۳۵°۴۴′۲۰″شمالی ۵۵°۴۴′۱۵″شرقی / ۳۵٫۷۳۸۸°شمالی ۵۵٫۷۳۷۵°شرقی |        | ۸۷۹  |
| بن ریز               | ۳۶°۳۵′۳۶″شمالی ۵۴°۳۸′۰۷″شرقی / ۳۶٫۵۹۳۴°شمالی ۵۴٫۶۳۵۴°شرقی |        | ۸۸۰  |
| بندپاته              | ۳۵°۳۶′۲۷″شمالی ۵۵°۲۶′۴۹″شرقی / ۳۵٫۶۰۷۶°شمالی ۵۵٫۴۴۶۹°شرقی |        | ۸۸۱  |
| بندقیچ               | ۳۵°۲۰′۰۷″شمالی ۵۵°۲۹′۳۴″شرقی / ۳۵٫۳۳۵۲°شمالی ۵۵٫۴۹۲۹°شرقی |        | ۸۸۲  |
| بندقیچ               | ۳۵°۲۰′۰۰″شمالی ۵۵°۲۸′۱۹″شرقی / ۳۵٫۳۳۳۴°شمالی ۵۵٫۴۷۱۹°شرقی |        | ۸۸۳  |
| بنه وند              | ۳۵°۲۳′۵۸″شمالی ۵۴°۳۷′۰۶″شرقی / ۳۵٫۳۹۹۴°شمالی ۵۴٫۶۱۸۳°شرقی |        | ۸۸۴  |
| بهرامو               | ۳۶°۰۹′۲۱″شمالی ۵۵°۰۰′۲۷″شرقی / ۳۶٫۱۵۵۷°شمالی ۵۵٫۰۰۷۵°شرقی |        | ۸۸۵  |
| بهرامو               | ۳۶°۰۹′۰۲″شمالی ۵۴°۵۹′۵۵″شرقی / ۳۶٫۱۵۰۶°شمالی ۵۴٫۹۹۸۵°شرقی |        | ۸۸۶  |
| بین دم               | ۳۵°۴۳′۱۳″شمالی ۵۵°۰۵′۱۶″شرقی / ۳۵٫۷۲۰۴°شمالی ۵۵٫۰۸۷۸°شرقی |        | ۸۸۷  |
| بینه دوم             | ۳۶°۰۷′۵۵″شمالی ۵۵°۰۳′۱۲″شرقی / ۳۶٫۱۳۱۹°شمالی ۵۵٫۰۵۳۲°شرقی |        | ۸۸۸  |
| پای پیر              | ۳۵°۵۶′۲۱″شمالی ۵۶°۳۹′۵۲″شرقی / ۳۵٫۹۳۹۲°شمالی ۵۶٫۶۶۴۵°شرقی |        | ۸۸۹  |
| پریه                 | ۳۵°۵۰′۳۸″شمالی ۵۶°۰۵′۰۱″شرقی / ۳۵٫۸۴۳۹°شمالی ۵۶٫۰۸۳۶°شرقی |        | ۸۹۰  |
| پشت آسمان            | ۳۵°۳۲′۰۴″شمالی ۵۶°۵۹′۳۸″شرقی / ۳۵٫۵۳۴۵°شمالی ۵۶٫۹۹۴۰°شرقی |        | ۸۹۱  |
| پشت آسمان            | ۳۵°۳۱′۵۱″شمالی ۵۶°۵۹′۵۷″شرقی / ۳۵٫۵۳۰۹°شمالی ۵۶٫۹۹۹۳°شرقی |        | ۸۹۲  |
| پشته الله داد        | ۳۵°۵۴′۵۳″شمالی ۵۶°۳۰′۵۱″شرقی / ۳۵٫۹۱۴۶°شمالی ۵۶٫۵۱۴۲°شرقی |        | ۸۹۳  |
| پشته پشاووش          | ۳۵°۳۶′۲۰″شمالی ۵۶°۴۷′۳۲″شرقی / ۳۵٫۶۰۵۵°شمالی ۵۶٫۷۹۲۳°شرقی |        | ۸۹۴  |
| پشته محمد            | ۳۵°۵۶′۴۰″شمالی ۵۶°۰۳′۲۶″شرقی / ۳۵٫۹۴۴۵°شمالی ۵۶٫۰۵۷۳°شرقی |        | ۸۹۵  |
| پل زرد               | ۳۵°۵۱′۰۸″شمالی ۵۶°۲۸′۴۸″شرقی / ۳۵٫۸۵۲۲°شمالی ۵۶٫۴۷۹۹°شرقی |        | ۸۹۶  |
| پورنگ                | ۳۵°۳۰′۴۰″شمالی ۵۶°۳۹′۱۵″شرقی / ۳۵٫۵۱۱۰°شمالی ۵۶٫۶۵۴۱°شرقی |        | ۸۹۷  |
| پوزه سیاه بون        | ۳۶°۰۶′۲۴″شمالی ۵۵°۲۱′۴۵″شرقی / ۳۶٫۱۰۶۸°شمالی ۵۵٫۳۶۲۶°شرقی |        | ۸۹۸  |
| پوزه سیاه بون        | ۳۶°۰۹′۰۵″شمالی ۵۵°۲۲′۱۰″شرقی / ۳۶٫۱۵۱۳°شمالی ۵۵٫۳۶۹۴°شرقی |        | ۸۹۹  |
| پی چم تو             | ۳۶°۳۱′۳۱″شمالی ۵۴°۴۰′۲۹″شرقی / ۳۶٫۵۲۵۳°شمالی ۵۴٫۶۷۴۸°شرقی |        | ۹۰۰  |
| پیره کوه             | ۳۶°۱۱′۳۴″شمالی ۵۵°۰۹′۱۷″شرقی / ۳۶٫۱۹۲۸°شمالی ۵۵٫۱۵۴۸°شرقی |        | ۹۰۱  |
| پیغمبر               | ۳۵°۳۰′۳۰″شمالی ۵۶°۴۴′۱۹″شرقی / ۳۵٫۵۰۸۴°شمالی ۵۶٫۷۳۸۶°شرقی |        | ۹۰۲  |
| پیغمبر               | ۳۵°۳۰′۵۴″شمالی ۵۶°۴۵′۴۳″شرقی / ۳۵٫۵۱۴۹°شمالی ۵۶٫۷۶۱۹°شرقی |        | ۹۰۳  |
| پینه                 | ۳۵°۳۶′۱۷″شمالی ۵۵°۰۵′۵۴″شرقی / ۳۵٫۶۰۴۷°شمالی ۵۵٫۰۹۸۲°شرقی |        | ۹۰۴  |
| تپال                 | ۳۶°۲۵′۴۰″شمالی ۵۴°۴۹′۰۹″شرقی / ۳۶٫۴۲۷۷°شمالی ۵۴٫۸۱۹۳°شرقی |        | ۹۰۵  |
| تپال                 | ۳۶°۲۷′۱۰″شمالی ۵۴°۵۴′۱۴″شرقی / ۳۶٫۴۵۲۷°شمالی ۵۴٫۹۰۳۹°شرقی |        | ۹۰۶  |
| تپه ایوب             | ۳۶°۰۹′۰۶″شمالی ۵۵°۱۵′۲۳″شرقی / ۳۶٫۱۵۱۸°شمالی ۵۵٫۲۵۶۳°شرقی |        | ۹۰۷  |
| تپه خانه             | ۳۶°۳۴′۳۵″شمالی ۵۴°۵۳′۰۶″شرقی / ۳۶٫۵۷۶۵°شمالی ۵۴٫۸۸۵۰°شرقی |        | ۹۰۸  |
| تپه سرخ              | ۳۶°۱۹′۴۰″شمالی ۵۵°۱۴′۳۴″شرقی / ۳۶٫۳۲۷۸°شمالی ۵۵٫۲۴۲۹°شرقی |        | ۹۰۹  |
| تپه سرخ              | ۳۶°۱۹′۰۲″شمالی ۵۵°۱۵′۰۷″شرقی / ۳۶٫۳۱۷۱°شمالی ۵۵٫۲۵۱۹°شرقی |        | ۹۱۰  |
| تخته لرزه            | ۳۶°۲۴′۰۵″شمالی ۵۴°۴۳′۰۸″شرقی / ۳۶٫۴۰۱۳°شمالی ۵۴٫۷۱۸۸°شرقی |        | ۹۱۱  |
| تقمر                 | ۳۵°۳۱′۰۶″شمالی ۵۶°۴۳′۲۵″شرقی / ۳۵٫۵۱۸۲°شمالی ۵۶٫۷۲۳۶°شرقی |        | ۹۱۲  |
| تنگ قلی              | ۳۵°۳۳′۲۳″شمالی ۵۵°۱۱′۴۵″شرقی / ۳۵٫۵۵۶۳°شمالی ۵۵٫۱۹۵۹°شرقی |        | ۹۱۳  |
| تنگونه               | ۳۵°۳۸′۴۶″شمالی ۵۵°۰۹′۲۲″شرقی / ۳۵٫۶۴۶۲°شمالی ۵۵٫۱۵۶۰°شرقی |        | ۹۱۴  |
| تنگونه               | ۳۵°۳۸′۰۴″شمالی ۵۵°۱۰′۴۰″شرقی / ۳۵٫۶۳۴۴°شمالی ۵۵٫۱۷۷۷°شرقی |        | ۹۱۵  |
| توت بنه              | ۳۵°۳۶′۳۷″شمالی ۵۵°۰۴′۴۵″شرقی / ۳۵٫۶۱۰۳°شمالی ۵۵٫۰۷۹۱°شرقی |        | ۹۱۶  |
| توچال                | ۳۵°۳۷′۲۰″شمالی ۵۶°۳۸′۵۰″شرقی / ۳۵٫۶۲۲۲°شمالی ۵۶٫۶۴۷۳°شرقی |        | ۹۱۷  |
| تورگوگرد             | ۳۶°۲۷′۰۴″شمالی ۵۴°۳۶′۵۸″شرقی / ۳۶٫۴۵۱۲°شمالی ۵۴٫۶۱۶۲°شرقی |        | ۹۱۸  |
| تیغ آب               | ۳۵°۱۷′۵۰″شمالی ۵۶°۵۲′۰۳″شرقی / ۳۵٫۲۹۷۲°شمالی ۵۶٫۸۶۷۵°شرقی |        | ۹۱۹  |
| تیغ اش کلاغی         | ۳۵°۳۴′۳۲″شمالی ۵۶°۴۱′۵۱″شرقی / ۳۵٫۵۷۵۶°شمالی ۵۶٫۶۹۷۵°شرقی |        | ۹۲۰  |
| تیغ چاه              | ۳۶°۳۲′۰۳″شمالی ۵۴°۴۹′۱۶″شرقی / ۳۶٫۵۳۴۳°شمالی ۵۴٫۸۲۱۰°شرقی |        | ۹۲۱  |
| تیغ سفید             | ۳۵°۲۵′۳۹″شمالی ۵۴°۴۵′۱۸″شرقی / ۳۵٫۴۲۷۵°شمالی ۵۴٫۷۵۵۱°شرقی |        | ۹۲۲  |
| تیغ شوری             | ۳۵°۳۵′۴۳″شمالی ۵۵°۴۱′۳۰″شرقی / ۳۵٫۵۹۵۳°شمالی ۵۵٫۶۹۱۷°شرقی |        | ۹۲۳  |
| تیغ شوری             | ۳۵°۳۳′۴۹″شمالی ۵۵°۳۷′۴۳″شرقی / ۳۵٫۵۶۳۵°شمالی ۵۵٫۶۲۸۵°شرقی |        | ۹۲۴  |
| تیغ شوری             | ۳۵°۳۵′۳۵″شمالی ۵۵°۴۵′۲۳″شرقی / ۳۵٫۵۹۳۰°شمالی ۵۵٫۷۵۶۴°شرقی |        | ۹۲۵  |
| تیغ شوری             | ۳۵°۳۳′۳۰″شمالی ۵۵°۳۶′۵۰″شرقی / ۳۵٫۵۵۸۲°شمالی ۵۵٫۶۱۴۰°شرقی |        | ۹۲۶  |
| تیغ شوری             | ۳۵°۳۳′۲۱″شمالی ۵۵°۳۴′۰۵″شرقی / ۳۵٫۵۵۵۹°شمالی ۵۵٫۵۶۸۰°شرقی |        | ۹۲۷  |
| تیغه اسبکشان         | ۳۵°۲۲′۱۹″شمالی ۵۶°۵۸′۰۷″شرقی / ۳۵٫۳۷۲۰°شمالی ۵۶٫۹۶۸۵°شرقی |        | ۹۲۸  |
| تیغه چاه هون         | ۳۶°۱۷′۱۶″شمالی ۵۶°۰۷′۰۴″شرقی / ۳۶٫۲۸۷۹°شمالی ۵۶٫۱۱۷۷°شرقی |        | ۹۲۹  |
| تیغه دره مهار        | ۳۶°۴۲′۳۷″شمالی ۵۵°۰۱′۳۶″شرقی / ۳۶٫۷۱۰۲°شمالی ۵۵٫۰۲۶۷°شرقی |        | ۹۳۰  |
| تیغه رازینگی         | ۳۵°۲۸′۲۸″شمالی ۵۶°۵۷′۳۲″شرقی / ۳۵٫۴۷۴۵°شمالی ۵۶٫۹۵۸۹°شرقی |        | ۹۳۱  |
| جلالی                | ۳۶°۲۴′۲۳″شمالی ۵۴°۴۹′۵۶″شرقی / ۳۶٫۴۰۶۳°شمالی ۵۴٫۸۳۲۳°شرقی |        | ۹۳۲  |
| جمشید                | ۳۵°۵۷′۰۵″شمالی ۵۵°۲۹′۴۷″شرقی / ۳۵٫۹۵۱۵°شمالی ۵۵٫۴۹۶۴°شرقی |        | ۹۳۳  |
| جنید                 | ۳۵°۳۵′۳۳″شمالی ۵۶°۳۲′۲۳″شرقی / ۳۵٫۵۹۲۶°شمالی ۵۶٫۵۳۹۸°شرقی |        | ۹۳۴  |
| جنیرد                | ۳۵°۵۵′۴۹″شمالی ۵۶°۰۰′۵۸″شرقی / ۳۵٫۹۳۰۴°شمالی ۵۶٫۰۱۶۱°شرقی |        | ۹۳۵  |
| جوبریان              | ۳۶°۱۳′۲۳″شمالی ۵۵°۰۰′۴۵″شرقی / ۳۶٫۲۲۳۰°شمالی ۵۵٫۰۱۲۵°شرقی |        | ۹۳۶  |
| جوبریان              | ۳۶°۱۴′۱۱″شمالی ۵۴°۵۹′۳۵″شرقی / ۳۶٫۲۳۶۵°شمالی ۵۴٫۹۹۳۱°شرقی |        | ۹۳۷  |
| جورخریطی             | ۳۵°۲۲′۳۲″شمالی ۵۴°۳۶′۵۵″شرقی / ۳۵٫۳۷۵۶°شمالی ۵۴٫۶۱۵۳°شرقی |        | ۹۳۸  |
| جورخریطی             | ۳۵°۲۲′۲۰″شمالی ۵۴°۳۸′۵۶″شرقی / ۳۵٫۳۷۲۲°شمالی ۵۴٫۶۴۹۰°شرقی |        | ۹۳۹  |
| جورخریطی             | ۳۵°۲۱′۵۰″شمالی ۵۴°۳۹′۳۰″شرقی / ۳۵٫۳۶۳۸°شمالی ۵۴٫۶۵۸۲°شرقی |        | ۹۴۰  |
| جورخریطی             | ۳۵°۲۱′۴۸″شمالی ۵۴°۳۷′۵۶″شرقی / ۳۵٫۳۶۳۴°شمالی ۵۴٫۶۳۲۱°شرقی |        | ۹۴۱  |
| جورخریطی             | ۳۵°۲۱′۳۳″شمالی ۵۴°۳۵′۵۶″شرقی / ۳۵٫۳۵۹۳°شمالی ۵۴٫۵۹۸۹°شرقی |        | ۹۴۲  |
| جوزبن                | ۳۵°۲۶′۴۳″شمالی ۵۴°۴۲′۲۴″شرقی / ۳۵٫۴۴۵۴°شمالی ۵۴٫۷۰۶۷°شرقی |        | ۹۴۳  |
| چاریانو              | ۳۶°۱۰′۲۶″شمالی ۵۵°۴۳′۵۸″شرقی / ۳۶٫۱۷۴۰°شمالی ۵۵٫۷۳۲۷°شرقی |        | ۹۴۴  |
| چاه تلخ              | ۳۵°۳۲′۱۱″شمالی ۵۶°۵۶′۰۶″شرقی / ۳۵٫۵۳۶۵°شمالی ۵۶٫۹۳۵۱°شرقی |        | ۹۴۵  |
| چاه حامد             | ۳۵°۳۲′۴۱″شمالی ۵۴°۵۱′۴۵″شرقی / ۳۵٫۵۴۴۷°شمالی ۵۴٫۸۶۲۶°شرقی |        | ۹۴۶  |
| چاه سنگ              | ۳۵°۴۱′۴۰″شمالی ۵۵°۰۷′۴۳″شرقی / ۳۵٫۶۹۴۵°شمالی ۵۵٫۱۲۸۶°شرقی |        | ۹۴۷  |
| چاه سنگ              | ۳۵°۴۰′۱۷″شمالی ۵۵°۰۸′۵۰″شرقی / ۳۵٫۶۷۱۴°شمالی ۵۵٫۱۴۷۱°شرقی |        | ۹۴۸  |
| چاه سنگ              | ۳۵°۴۱′۲۱″شمالی ۵۵°۰۷′۰۶″شرقی / ۳۵٫۶۸۹۲°شمالی ۵۵٫۱۱۸۳°شرقی |        | ۹۴۹  |
| چاه شیرین            | ۳۵°۵۴′۵۲″شمالی ۵۵°۲۷′۳۷″شرقی / ۳۵٫۹۱۴۵°شمالی ۵۵٫۴۶۰۴°شرقی |        | ۹۵۰  |
| چاه فراخ             | ۳۵°۳۲′۰۵″شمالی ۵۴°۵۰′۲۱″شرقی / ۳۵٫۵۳۴۸°شمالی ۵۴٫۸۳۹۲°شرقی |        | ۹۵۱  |
| چاه قندی             | ۳۶°۱۴′۰۵″شمالی ۵۵°۱۱′۱۴″شرقی / ۳۶٫۲۳۴۷°شمالی ۵۵٫۱۸۷۱°شرقی |        | ۹۵۲  |
| چاه کیف              | ۳۵°۴۶′۲۴″شمالی ۵۵°۴۹′۳۹″شرقی / ۳۵٫۷۷۳۲°شمالی ۵۵٫۸۲۷۴°شرقی |        | ۹۵۳  |
| چاه گردنه            | ۳۵°۵۹′۳۹″شمالی ۵۶°۳۴′۲۵″شرقی / ۳۵٫۹۹۴۱°شمالی ۵۶٫۵۷۳۶°شرقی |        | ۹۵۴  |
| چاه معدن             | ۳۵°۴۹′۲۷″شمالی ۵۶°۱۳′۴۸″شرقی / ۳۵٫۸۲۴۳°شمالی ۵۶٫۲۳۰۰°شرقی |        | ۹۵۵  |
| چاه معدن             | ۳۵°۴۹′۱۷″شمالی ۵۶°۱۵′۱۲″شرقی / ۳۵٫۸۲۱۴°شمالی ۵۶٫۲۵۳۲°شرقی |        | ۹۵۶  |
| چاه ملاعلی           | ۳۵°۳۵′۳۴″شمالی ۵۶°۵۸′۳۳″شرقی / ۳۵٫۵۹۲۷°شمالی ۵۶٫۹۷۵۹°شرقی |        | ۹۵۷  |
| چاه موسی             | ۳۵°۲۸′۴۲″شمالی ۵۴°۵۱′۵۵″شرقی / ۳۵٫۴۷۸۲°شمالی ۵۴٫۸۶۵۴°شرقی |        | ۹۵۸  |
| چاه نو               | ۳۵°۵۶′۲۱″شمالی ۵۶°۰۱′۴۴″شرقی / ۳۵٫۹۳۹۱°شمالی ۵۶٫۰۲۹۰°شرقی |        | ۹۵۹  |
| چشمه پلنگ آب         | ۳۵°۲۵′۴۲″شمالی ۵۶°۴۸′۲۶″شرقی / ۳۵٫۴۲۸۳°شمالی ۵۶٫۸۰۷۳°شرقی |        | ۹۶۰  |
| چشمه تکه             | ۳۵°۳۲′۰۴″شمالی ۵۷°۰۲′۴۸″شرقی / ۳۵٫۵۳۴۴°شمالی ۵۷٫۰۴۶۶°شرقی |        | ۹۶۱  |
| چشمه حسین            | ۳۶°۰۸′۵۹″شمالی ۵۵°۳۴′۴۰″شرقی / ۳۶٫۱۴۹۸°شمالی ۵۵٫۵۷۷۸°شرقی |        | ۹۶۲  |
| چشمه خشک             | ۳۵°۳۸′۴۶″شمالی ۵۶°۳۱′۵۷″شرقی / ۳۵٫۶۴۶۱°شمالی ۵۶٫۵۳۲۵°شرقی |        | ۹۶۳  |
| چشمه زاغ             | ۳۵°۲۴′۵۵″شمالی ۵۶°۵۹′۲۸″شرقی / ۳۵٫۴۱۵۳°شمالی ۵۶٫۹۹۱۲°شرقی |        | ۹۶۴  |
| چشمه شیرین           | ۳۵°۵۰′۴۵″شمالی ۵۶°۰۷′۳۲″شرقی / ۳۵٫۸۴۵۹°شمالی ۵۶٫۱۲۵۶°شرقی |        | ۹۶۵  |
| چشمه شیرین           | ۳۵°۵۰′۵۵″شمالی ۵۶°۰۶′۴۹″شرقی / ۳۵٫۸۴۸۵°شمالی ۵۶٫۱۱۳۵°شرقی |        | ۹۶۶  |
| چغندرسر              | ۳۵°۵۹′۳۲″شمالی ۵۶°۰۴′۳۶″شرقی / ۳۵٫۹۹۲۱°شمالی ۵۶٫۰۷۶۶°شرقی |        | ۹۶۷  |
| چفت                  | ۳۵°۲۷′۳۸″شمالی ۵۴°۵۱′۱۴″شرقی / ۳۵٫۴۶۰۵°شمالی ۵۴٫۸۵۳۹°شرقی |        | ۹۶۸  |
| چکل قبله             | ۳۶°۲۷′۴۹″شمالی ۵۴°۳۸′۱۴″شرقی / ۳۶٫۴۶۳۶°شمالی ۵۴٫۶۳۷۱°شرقی |        | ۹۶۹  |
| چکل وسوه             | ۳۶°۲۳′۵۸″شمالی ۵۴°۴۰′۴۰″شرقی / ۳۶٫۳۹۹۵°شمالی ۵۴٫۶۷۷۸°شرقی |        | ۹۷۰  |
| چکلو                 | ۳۶°۰۷′۴۴″شمالی ۵۵°۰۶′۳۵″شرقی / ۳۶٫۱۲۸۹°شمالی ۵۵٫۱۰۹۷°شرقی |        | ۹۷۱  |
| چکلو                 | ۳۶°۰۷′۲۳″شمالی ۵۵°۰۶′۱۶″شرقی / ۳۶٫۱۲۳۱°شمالی ۵۵٫۱۰۴۵°شرقی |        | ۹۷۲  |
| چوقلگیر              | ۳۶°۲۷′۱۳″شمالی ۵۵°۰۰′۱۲″شرقی / ۳۶٫۴۵۳۶°شمالی ۵۵٫۰۰۳۳°شرقی |        | ۹۷۳  |
| چیل‌های علی‌محمد       | ۳۵°۳۵′۴۷″شمالی ۵۶°۴۳′۵۵″شرقی / ۳۵٫۵۹۶۴°شمالی ۵۶٫۷۳۲۰°شرقی |        | ۹۷۴  |
| حرب                  | ۳۵°۴۹′۳۸″شمالی ۵۶°۰۲′۲۰″شرقی / ۳۵٫۸۲۷۱°شمالی ۵۶٫۰۳۹۰°شرقی |        | ۹۷۵  |
| حق علی               | ۳۶°۳۶′۳۵″شمالی ۵۴°۴۲′۳۴″شرقی / ۳۶٫۶۰۹۷°شمالی ۵۴٫۷۰۹۴°شرقی |        | ۹۷۶  |
| حیدرآباد             | ۳۶°۰۱′۴۴″شمالی ۵۶°۰۴′۴۳″شرقی / ۳۶٫۰۲۸۹°شمالی ۵۶٫۰۷۸۷°شرقی |        | ۹۷۷  |
| خدآفرید              | ۳۵°۵۶′۴۱″شمالی ۵۶°۳۵′۰۸″شرقی / ۳۵٫۹۴۴۶°شمالی ۵۶٫۵۸۵۶°شرقی |        | ۹۷۸  |
| خربش                 | ۳۶°۲۰′۱۶″شمالی ۵۴°۴۳′۲۰″شرقی / ۳۶٫۳۳۷۸°شمالی ۵۴٫۷۲۲۱°شرقی |        | ۹۷۹  |
| خربش                 | ۳۶°۲۰′۱۸″شمالی ۵۴°۴۵′۱۴″شرقی / ۳۶٫۳۳۸۴°شمالی ۵۴٫۷۵۳۸°شرقی |        | ۹۸۰  |
| خرراه                | ۳۶°۴۷′۲۱″شمالی ۵۵°۳۱′۱۹″شرقی / ۳۶٫۷۸۹۳°شمالی ۵۵٫۵۲۱۹°شرقی |        | ۹۸۱  |
| خرسنگ                | ۳۶°۳۵′۳۹″شمالی ۵۴°۵۴′۴۶″شرقی / ۳۶٫۵۹۴۱°شمالی ۵۴٫۹۱۲۸°شرقی |        | ۹۸۲  |
| خوخوسه               | ۳۶°۳۶′۲۳″شمالی ۵۴°۴۰′۰۸″شرقی / ۳۶٫۶۰۶۳°شمالی ۵۴٫۶۶۸۸°شرقی |        | ۹۸۳  |
| خومی                 | ۳۶°۴۵′۲۹″شمالی ۵۵°۲۵′۳۳″شرقی / ۳۶٫۷۵۸۱°شمالی ۵۵٫۴۲۵۹°شرقی |        | ۹۸۴  |
| خومی                 | ۳۶°۴۴′۳۹″شمالی ۵۵°۲۴′۰۱″شرقی / ۳۶٫۷۴۴۲°شمالی ۵۵٫۴۰۰۲°شرقی |        | ۹۸۵  |
| خیل اگله             | ۳۵°۲۶′۲۴″شمالی ۵۶°۴۷′۳۷″شرقی / ۳۵٫۴۴۰۰°شمالی ۵۶٫۷۹۳۷°شرقی |        | ۹۸۶  |
| دارستان              | ۳۵°۲۵′۵۸″شمالی ۵۴°۳۸′۳۹″شرقی / ۳۵٫۴۳۲۸°شمالی ۵۴٫۶۴۴۲°شرقی |        | ۹۸۷  |
| دامنو                | ۳۶°۲۷′۰۱″شمالی ۵۴°۳۵′۰۹″شرقی / ۳۶٫۴۵۰۴°شمالی ۵۴٫۵۸۵۸°شرقی |        | ۹۸۸  |
| درازآب               | ۳۵°۲۴′۴۰″شمالی ۵۶°۴۸′۵۵″شرقی / ۳۵٫۴۱۱۰°شمالی ۵۶٫۸۱۵۲°شرقی |        | ۹۸۹  |
| دق حاج مرعلی         | ۳۶°۰۷′۵۳″شمالی ۵۵°۱۹′۵۷″شرقی / ۳۶٫۱۳۱۵°شمالی ۵۵٫۳۳۲۵°شرقی |        | ۹۹۰  |
| دق حاج مرعلی         | ۳۶°۰۷′۱۱″شمالی ۵۵°۱۹′۵۷″شرقی / ۳۶٫۱۱۹۶°شمالی ۵۵٫۳۳۲۴°شرقی |        | ۹۹۱  |
| دهنه دربند           | ۳۵°۳۰′۰۴″شمالی ۵۶°۵۳′۰۵″شرقی / ۳۵٫۵۰۱۱°شمالی ۵۶٫۸۸۴۶°شرقی |        | ۹۹۲  |
| دوچاه                | ۳۵°۴۳′۱۸″شمالی ۵۵°۳۷′۵۹″شرقی / ۳۵٫۷۲۱۷°شمالی ۵۵٫۶۳۳۰°شرقی |        | ۹۹۳  |
| دوچاهی               | ۳۶°۰۹′۳۲″شمالی ۵۵°۰۵′۴۴″شرقی / ۳۶٫۱۵۹۰°شمالی ۵۵٫۰۹۵۶°شرقی |        | ۹۹۴  |
| دوچله                | ۳۶°۲۶′۳۷″شمالی ۵۵°۰۳′۰۰″شرقی / ۳۶٫۴۴۳۷°شمالی ۵۵٫۰۵۰۱°شرقی |        | ۹۹۵  |
| دوچیله               | ۳۶°۰۷′۳۸″شمالی ۵۵°۳۹′۵۳″شرقی / ۳۶٫۱۲۷۲°شمالی ۵۵٫۶۶۴۶°شرقی |        | ۹۹۶  |
| دوشاخ                | ۳۶°۰۹′۳۳″شمالی ۵۶°۲۳′۳۶″شرقی / ۳۶٫۱۵۹۱°شمالی ۵۶٫۳۹۳۴°شرقی |        | ۹۹۷  |
| دوشاخ                | ۳۶°۴۶′۴۶″شمالی ۵۵°۲۱′۰۹″شرقی / ۳۶٫۷۷۹۵°شمالی ۵۵٫۳۵۲۴°شرقی |        | ۹۹۸  |
| دوشاخ                | ۳۵°۲۲′۳۸″شمالی ۵۴°۴۴′۰۱″شرقی / ۳۵٫۳۷۷۳°شمالی ۵۴٫۷۳۳۷°شرقی |        | ۹۹۹  |
| دوشاخ                | ۳۵°۲۱′۴۶″شمالی ۵۴°۴۳′۵۵″شرقی / ۳۵٫۳۶۲۷°شمالی ۵۴٫۷۳۱۹°شرقی |        | ۱۰۰۰ |
| دوشاخ                | ۳۵°۲۱′۰۷″شمالی ۵۴°۴۳′۳۸″شرقی / ۳۵٫۳۵۲۰°شمالی ۵۴٫۷۲۷۳°شرقی |        | ۱۰۰۱ |
| دوکوهی               | ۳۶°۱۲′۰۱″شمالی ۵۴°۴۸′۳۹″شرقی / ۳۶٫۲۰۰۳°شمالی ۵۴٫۸۱۰۸°شرقی |        | ۱۰۰۲ |
| دول دیار             | ۳۵°۴۲′۵۵″شمالی ۵۴°۴۸′۰۷″شرقی / ۳۵٫۷۱۵۲°شمالی ۵۴٫۸۰۱۹°شرقی |        | ۱۰۰۳ |
| دیده‌بان              | ۳۶°۳۱′۳۹″شمالی ۵۴°۴۵′۴۰″شرقی / ۳۶٫۵۲۷۵°شمالی ۵۴٫۷۶۱۱°شرقی |        | ۱۰۰۴ |
| دیمزار               | ۳۵°۴۹′۱۶″شمالی ۵۵°۵۶′۳۰″شرقی / ۳۵٫۸۲۱۱°شمالی ۵۵٫۹۴۱۸°شرقی |        | ۱۰۰۵ |
| دیوان                | ۳۶°۰۶′۲۵″شمالی ۵۵°۳۳′۰۲″شرقی / ۳۶٫۱۰۶۹°شمالی ۵۵٫۵۵۰۶°شرقی |        | ۱۰۰۶ |
| زغال چال             | ۳۶°۴۶′۳۳″شمالی ۵۵°۰۹′۲۲″شرقی / ۳۶٫۷۷۵۹°شمالی ۵۵٫۱۵۶۰°شرقی |        | ۱۰۰۷ |
| رزه                  | ۳۵°۳۵′۴۷″شمالی ۵۵°۱۳′۰۱″شرقی / ۳۵٫۵۹۶۵°شمالی ۵۵٫۲۱۶۹°شرقی |        | ۱۰۰۸ |
| رزه                  | ۳۵°۳۶′۰۴″شمالی ۵۵°۱۵′۰۴″شرقی / ۳۵٫۶۰۱۲°شمالی ۵۵٫۲۵۱۲°شرقی |        | ۱۰۰۹ |
| رضا                  | ۳۵°۳۱′۲۹″شمالی ۵۴°۵۳′۱۶″شرقی / ۳۵٫۵۲۴۸°شمالی ۵۴٫۸۸۷۸°شرقی |        | ۱۰۱۰ |
| رف                   | ۳۵°۲۱′۱۲″شمالی ۵۶°۴۹′۱۷″شرقی / ۳۵٫۳۵۳۲°شمالی ۵۶٫۸۲۱۳°شرقی |        | ۱۰۱۱ |
| رگ البرز             | ۳۶°۳۱′۲۳″شمالی ۵۴°۳۷′۴۶″شرقی / ۳۶٫۵۲۳۰°شمالی ۵۴٫۶۲۹۴°شرقی |        | ۱۰۱۲ |
| رگ البرز             | ۳۶°۳۱′۲۰″شمالی ۵۴°۳۶′۳۸″شرقی / ۳۶٫۵۲۲۳°شمالی ۵۴٫۶۱۰۵°شرقی |        | ۱۰۱۳ |
| ریزو                 | ۳۶°۴۳′۲۸″شمالی ۵۵°۲۷′۵۲″شرقی / ۳۶٫۷۲۴۴°شمالی ۵۵٫۴۶۴۴°شرقی |        | ۱۰۱۴ |
| ریگ                  | ۳۵°۱۹′۴۹″شمالی ۵۵°۳۰′۰۶″شرقی / ۳۵٫۳۳۰۲°شمالی ۵۵٫۵۰۱۶°شرقی |        | ۱۰۱۵ |
| ریگ                  | ۳۵°۲۱′۵۶″شمالی ۵۵°۱۳′۵۷″شرقی / ۳۵٫۳۶۵۶°شمالی ۵۵٫۲۳۲۴°شرقی |        | ۱۰۱۶ |
| ریگ                  | ۳۵°۲۱′۲۱″شمالی ۵۵°۱۱′۲۵″شرقی / ۳۵٫۳۵۵۹°شمالی ۵۵٫۱۹۰۲°شرقی |        | ۱۰۱۷ |
| ریگ                  | ۳۵°۲۰′۵۸″شمالی ۵۵°۰۸′۲۲″شرقی / ۳۵٫۳۴۹۵°شمالی ۵۵٫۱۳۹۴°شرقی |        | ۱۰۱۸ |
| ریگ                  | ۳۵°۲۱′۵۸″شمالی ۵۵°۱۵′۰۱″شرقی / ۳۵٫۳۶۶۰°شمالی ۵۵٫۲۵۰۴°شرقی |        | ۱۰۱۹ |
| ریگ                  | ۳۵°۲۰′۲۵″شمالی ۵۵°۰۶′۴۹″شرقی / ۳۵٫۳۴۰۳°شمالی ۵۵٫۱۱۳۶°شرقی |        | ۱۰۲۰ |
| ریگ                  | ۳۵°۱۸′۲۴″شمالی ۵۵°۰۵′۲۱″شرقی / ۳۵٫۳۰۶۸°شمالی ۵۵٫۰۸۹۳°شرقی |        | ۱۰۲۱ |
| زاری                 | ۳۶°۱۹′۳۸″شمالی ۵۵°۵۴′۱۷″شرقی / ۳۶٫۳۲۷۱°شمالی ۵۵٫۹۰۴۸°شرقی |        | ۱۰۲۲ |
| زرد                  | ۳۵°۲۹′۴۹″شمالی ۵۶°۴۲′۱۹″شرقی / ۳۵٫۴۹۷۰°شمالی ۵۶٫۷۰۵۳°شرقی |        | ۱۰۲۳ |
| زرد                  | ۳۵°۳۰′۰۷″شمالی ۵۶°۴۱′۵۵″شرقی / ۳۵٫۵۰۲۰°شمالی ۵۶٫۶۹۸۶°شرقی |        | ۱۰۲۴ |
| زرشکی                | ۳۶°۱۳′۱۹″شمالی ۵۵°۰۷′۴۳″شرقی / ۳۶٫۲۲۱۹°شمالی ۵۵٫۱۲۸۵°شرقی |        | ۱۰۲۵ |
| زرشکی                | ۳۶°۱۳′۳۵″شمالی ۵۵°۰۶′۰۱″شرقی / ۳۶٫۲۲۶۵°شمالی ۵۵٫۱۰۰۴°شرقی |        | ۱۰۲۶ |
| زرین کمر             | ۳۶°۳۹′۳۳″شمالی ۵۵°۰۹′۱۸″شرقی / ۳۶٫۶۵۹۲°شمالی ۵۵٫۱۵۵۰°شرقی |        | ۱۰۲۷ |
| زلوری                | ۳۶°۳۶′۴۵″شمالی ۵۴°۵۵′۳۵″شرقی / ۳۶٫۶۱۲۴°شمالی ۵۴٫۹۲۶۵°شرقی |        | ۱۰۲۸ |
| زلوئی                | ۳۶°۱۲′۰۶″شمالی ۵۵°۱۱′۰۹″شرقی / ۳۶٫۲۰۱۶°شمالی ۵۵٫۱۸۵۸°شرقی |        | ۱۰۲۹ |
| زوزاختر              | ۳۶°۰۳′۰۵″شمالی ۵۶°۰۸′۰۳″شرقی / ۳۶٫۰۵۱۴°شمالی ۵۶٫۱۳۴۱°شرقی |        | ۱۰۳۰ |
| زیرچاه               | ۳۵°۴۶′۰۷″شمالی ۵۵°۴۳′۰۲″شرقی / ۳۵٫۷۶۸۶°شمالی ۵۵٫۷۱۷۳°شرقی |        | ۱۰۳۱ |
| سراسپیه              | ۳۶°۲۹′۳۱″شمالی ۵۴°۳۶′۵۵″شرقی / ۳۶٫۴۹۱۹°شمالی ۵۴٫۶۱۵۴°شرقی |        | ۱۰۳۲ |
| سراسکند              | ۳۶°۳۶′۱۳″شمالی ۵۴°۵۵′۴۵″شرقی / ۳۶٫۶۰۳۷°شمالی ۵۴٫۹۲۹۲°شرقی |        | ۱۰۳۳ |
| سرتخت تقرچال         | ۳۶°۴۵′۱۰″شمالی ۵۵°۰۶′۲۵″شرقی / ۳۶٫۷۵۲۹°شمالی ۵۵٫۱۰۶۹°شرقی |        | ۱۰۳۴ |
| سرچمن                | ۳۶°۳۱′۲۰″شمالی ۵۴°۳۵′۴۷″شرقی / ۳۶٫۵۲۲۲°شمالی ۵۴٫۵۹۶۴°شرقی |        | ۱۰۳۵ |
| سرخ                  | ۳۶°۲۱′۰۰″شمالی ۵۴°۴۳′۱۱″شرقی / ۳۶٫۳۴۹۹°شمالی ۵۴٫۷۱۹۸°شرقی |        | ۱۰۳۶ |
| سرخا                 | ۳۶°۱۴′۰۱″شمالی ۵۴°۵۲′۱۴″شرقی / ۳۶٫۲۳۳۶°شمالی ۵۴٫۸۷۰۵°شرقی |        | ۱۰۳۷ |
| سرخا                 | ۳۶°۱۴′۱۰″شمالی ۵۴°۵۲′۴۳″شرقی / ۳۶٫۲۳۶۰°شمالی ۵۴٫۸۷۸۷°شرقی |        | ۱۰۳۸ |
| سرخانه               | ۳۶°۳۳′۰۴″شمالی ۵۴°۴۱′۵۳″شرقی / ۳۶٫۵۵۱۰°شمالی ۵۴٫۶۹۸۰°شرقی |        | ۱۰۳۹ |
| سرخه پلنگ گرو        | ۳۶°۳۰′۰۴″شمالی ۵۴°۳۵′۰۹″شرقی / ۳۶٫۵۰۱۱°شمالی ۵۴٫۵۸۵۸°شرقی |        | ۱۰۴۰ |
| سرخه چیل             | ۳۶°۳۶′۱۱″شمالی ۵۴°۵۰′۰۵″شرقی / ۳۶٫۶۰۳۰°شمالی ۵۴٫۸۳۴۷°شرقی |        | ۱۰۴۱ |
| سرخه کوه             | ۳۶°۴۳′۰۱″شمالی ۵۵°۲۸′۲۲″شرقی / ۳۶٫۷۱۷۰°شمالی ۵۵٫۴۷۲۷°شرقی |        | ۱۰۴۲ |
| سرخه‌های چاه تراب     | ۳۶°۱۵′۴۴″شمالی ۵۵°۴۳′۰۷″شرقی / ۳۶٫۲۶۲۲°شمالی ۵۵٫۷۱۸۶°شرقی |        | ۱۰۴۳ |
| سرخی                 | ۳۶°۴۵′۳۳″شمالی ۵۵°۳۰′۳۰″شرقی / ۳۶٫۷۵۹۳°شمالی ۵۵٫۵۰۸۲°شرقی |        | ۱۰۴۴ |
| سرکویر               | ۳۵°۱۶′۳۸″شمالی ۵۴°۵۵′۰۱″شرقی / ۳۵٫۲۷۷۳°شمالی ۵۴٫۹۱۶۹°شرقی |        | ۱۰۴۵ |
| سرگل                 | ۳۶°۴۵′۰۵″شمالی ۵۵°۰۲′۰۴″شرقی / ۳۶٫۷۵۱۳°شمالی ۵۵٫۰۳۴۵°شرقی |        | ۱۰۴۶ |
| سفید                 | ۳۶°۴۵′۲۰″شمالی ۵۵°۲۷′۱۹″شرقی / ۳۶٫۷۵۵۶°شمالی ۵۵٫۴۵۵۳°شرقی |        | ۱۰۴۷ |
| سفید                 | ۳۶°۴۴′۲۶″شمالی ۵۵°۲۶′۳۸″شرقی / ۳۶٫۷۴۰۶°شمالی ۵۵٫۴۴۳۹°شرقی |        | ۱۰۴۸ |
| سفیدنظرقاشی          | ۳۵°۲۳′۳۰″شمالی ۵۶°۵۹′۴۰″شرقی / ۳۵٫۳۹۱۸°شمالی ۵۶٫۹۹۴۵°شرقی |        | ۱۰۴۹ |
| سل توویز             | ۳۵°۳۲′۰۱″شمالی ۵۶°۵۰′۱۵″شرقی / ۳۵٫۵۳۳۵°شمالی ۵۶٫۸۳۷۶°شرقی |        | ۱۰۵۰ |
| سلطان میدان          | ۳۶°۴۳′۰۴″شمالی ۵۴°۵۸′۵۶″شرقی / ۳۶٫۷۱۷۷°شمالی ۵۴٫۹۸۲۱°شرقی |        | ۱۰۵۱ |
| سلورتو               | ۳۶°۲۰′۰۸″شمالی ۵۵°۱۵′۵۴″شرقی / ۳۶٫۳۳۵۶°شمالی ۵۵٫۲۶۵۰°شرقی |        | ۱۰۵۲ |
| سلورتو               | ۳۶°۲۱′۰۵″شمالی ۵۵°۱۴′۱۵″شرقی / ۳۶٫۳۵۱۳°شمالی ۵۵٫۲۳۷۵°شرقی |        | ۱۰۵۳ |
| سنجه وان             | ۳۶°۴۵′۲۸″شمالی ۵۵°۱۹′۰۰″شرقی / ۳۶٫۷۵۷۹°شمالی ۵۵٫۳۱۶۷°شرقی |        | ۱۰۵۴ |
| سنگ او               | ۳۵°۵۰′۱۶″شمالی ۵۶°۱۰′۳۴″شرقی / ۳۵٫۸۳۷۷°شمالی ۵۶٫۱۷۶۲°شرقی |        | ۱۰۵۵ |
| سنگ زردی             | ۳۵°۱۹′۴۲″شمالی ۵۵°۱۷′۰۰″شرقی / ۳۵٫۳۲۸۲°شمالی ۵۵٫۲۸۳۲°شرقی |        | ۱۰۵۶ |
| سنگ زردی             | ۳۵°۱۹′۰۹″شمالی ۵۵°۱۸′۱۹″شرقی / ۳۵٫۳۱۹۳°شمالی ۵۵٫۳۰۵۴°شرقی |        | ۱۰۵۷ |
| سه قله‌ای             | ۳۵°۵۸′۱۵″شمالی ۵۶°۳۷′۰۵″شرقی / ۳۵٫۹۷۰۷°شمالی ۵۶٫۶۱۸۱°شرقی |        | ۱۰۵۸ |
| سهل                  | ۳۵°۳۸′۴۵″شمالی ۵۵°۱۷′۳۴″شرقی / ۳۵٫۶۴۵۷°شمالی ۵۵٫۲۹۲۹°شرقی |        | ۱۰۵۹ |
| سوخت                 | ۳۶°۴۷′۰۰″شمالی ۵۵°۱۴′۲۵″شرقی / ۳۶٫۷۸۳۲°شمالی ۵۵٫۲۴۰۳°شرقی |        | ۱۰۶۰ |
| سوخته                | ۳۵°۲۸′۱۱″شمالی ۵۴°۴۷′۳۳″شرقی / ۳۵٫۴۶۹۷°شمالی ۵۴٫۷۹۲۴°شرقی |        | ۱۰۶۱ |
| سوخته کوه            | ۳۶°۱۵′۳۶″شمالی ۵۵°۴۵′۱۵″شرقی / ۳۶٫۲۶۰۰°شمالی ۵۵٫۷۵۴۳°شرقی |        | ۱۰۶۲ |
| سوخته کوه            | ۳۶°۱۲′۲۳″شمالی ۵۵°۴۴′۵۰″شرقی / ۳۶٫۲۰۶۴°شمالی ۵۵٫۷۴۷۳°شرقی |        | ۱۰۶۳ |
| سوزچال               | ۳۶°۳۱′۱۸″شمالی ۵۴°۳۴′۴۸″شرقی / ۳۶٫۵۲۱۷°شمالی ۵۴٫۵۷۹۹°شرقی |        | ۱۰۶۴ |
| سیاه چغربالا         | ۳۵°۵۴′۱۵″شمالی ۵۵°۲۶′۰۳″شرقی / ۳۵٫۹۰۴۲°شمالی ۵۵٫۴۳۴۱°شرقی |        | ۱۰۶۵ |
| سیاه چغرپایین        | ۳۵°۵۳′۱۱″شمالی ۵۵°۲۳′۵۵″شرقی / ۳۵٫۸۸۶۳°شمالی ۵۵٫۳۹۸۷°شرقی |        | ۱۰۶۶ |
| سیاه چکل             | ۳۶°۳۳′۱۳″شمالی ۵۴°۴۴′۰۸″شرقی / ۳۶٫۵۵۳۶°شمالی ۵۴٫۷۳۵۵°شرقی |        | ۱۰۶۷ |
| سیاه کوه             | ۳۶°۳۴′۴۸″شمالی ۵۵°۱۱′۴۶″شرقی / ۳۶٫۵۷۹۹°شمالی ۵۵٫۱۹۶۲°شرقی |        | ۱۰۶۸ |
| سیاه کوه             | ۳۶°۴۲′۳۷″شمالی ۵۵°۰۴′۱۳″شرقی / ۳۶٫۷۱۰۳°شمالی ۵۵٫۰۷۰۴°شرقی |        | ۱۰۶۹ |
| سیاه گه              | ۳۶°۳۴′۱۹″شمالی ۵۴°۴۸′۵۰″شرقی / ۳۶٫۵۷۲۰°شمالی ۵۴٫۸۱۳۸°شرقی |        | ۱۰۷۰ |
| سیاهه                | ۳۶°۳۹′۴۹″شمالی ۵۴°۵۹′۳۳″شرقی / ۳۶٫۶۶۳۷°شمالی ۵۴٫۹۹۲۵°شرقی |        | ۱۰۷۱ |
| سیاهه                | ۳۶°۳۹′۵۴″شمالی ۵۵°۰۰′۲۸″شرقی / ۳۶٫۶۶۵۱°شمالی ۵۵٫۰۰۷۷°شرقی |        | ۱۰۷۲ |
| سیب                  | ۳۵°۳۴′۳۶″شمالی ۵۶°۳۸′۱۶″شرقی / ۳۵٫۵۷۶۸°شمالی ۵۶٫۶۳۷۹°شرقی |        | ۱۰۷۳ |
| سینه جامه در         | ۳۶°۰۶′۳۷″شمالی ۵۵°۴۰′۰۳″شرقی / ۳۶٫۱۱۰۲°شمالی ۵۵٫۶۶۷۶°شرقی |        | ۱۰۷۴ |
| شازده محمدابن حنفیه  | ۳۶°۲۶′۱۵″شمالی ۵۴°۳۵′۴۵″شرقی / ۳۶٫۴۳۷۶°شمالی ۵۴٫۵۹۵۹°شرقی |        | ۱۰۷۵ |
| شاه اولیا            | ۳۵°۳۵′۵۹″شمالی ۵۵°۱۰′۱۴″شرقی / ۳۵٫۵۹۹۶°شمالی ۵۵٫۱۷۰۵°شرقی |        | ۱۰۷۶ |
| شاهوار               | ۳۶°۳۴′۰۳″شمالی ۵۴°۴۴′۳۹″شرقی / ۳۶٫۵۶۷۵°شمالی ۵۴٫۷۴۴۲°شرقی |        | ۱۰۷۷ |
| شاهوار               | ۳۶°۳۴′۵۱″شمالی ۵۴°۴۶′۱۳″شرقی / ۳۶٫۵۸۰۸°شمالی ۵۴٫۷۷۰۳°شرقی |        | ۱۰۷۸ |
| شترکوه               | ۳۶°۲۴′۲۵″شمالی ۵۴°۵۴′۵۳″شرقی / ۳۶٫۴۰۷۰°شمالی ۵۴٫۹۱۴۶°شرقی |        | ۱۰۷۹ |
| شترکوه               | ۳۵°۴۴′۳۵″شمالی ۵۵°۲۲′۵۵″شرقی / ۳۵٫۷۴۳۰°شمالی ۵۵٫۳۸۲۰°شرقی |        | ۱۰۸۰ |
| شترکوه               | ۳۵°۴۴′۰۷″شمالی ۵۵°۲۵′۵۶″شرقی / ۳۵٫۷۳۵۳°شمالی ۵۵٫۴۳۲۱°شرقی |        | ۱۰۸۱ |
| شترکوه               | ۳۵°۴۴′۱۱″شمالی ۵۵°۲۷′۲۹″شرقی / ۳۵٫۷۳۶۳°شمالی ۵۵٫۴۵۸۱°شرقی |        | ۱۰۸۲ |
| شترکوه               | ۳۵°۴۴′۴۰″شمالی ۵۵°۲۲′۰۲″شرقی / ۳۵٫۷۴۴۴°شمالی ۵۵٫۳۶۷۳°شرقی |        | ۱۰۸۳ |
| شترکوه               | ۳۵°۴۴′۳۷″شمالی ۵۵°۲۰′۰۴″شرقی / ۳۵٫۷۴۳۷°شمالی ۵۵٫۳۳۴۵°شرقی |        | ۱۰۸۴ |
| شترکوه               | ۳۵°۴۲′۳۷″شمالی ۵۵°۱۸′۲۰″شرقی / ۳۵٫۷۱۰۳°شمالی ۵۵٫۳۰۵۵°شرقی |        | ۱۰۸۵ |
| شترکوه               | ۳۵°۴۵′۱۰″شمالی ۵۵°۲۵′۲۴″شرقی / ۳۵٫۷۵۲۷°شمالی ۵۵٫۴۲۳۳°شرقی |        | ۱۰۸۶ |
| شترکوه               | ۳۵°۴۵′۱۹″شمالی ۵۵°۲۲′۳۰″شرقی / ۳۵٫۷۵۵۴°شمالی ۵۵٫۳۷۵۰°شرقی |        | ۱۰۸۷ |
| شترکوه               | ۳۵°۴۵′۲۴″شمالی ۵۵°۱۹′۰۹″شرقی / ۳۵٫۷۵۶۸°شمالی ۵۵٫۳۱۹۳°شرقی |        | ۱۰۸۸ |
| شترکوه               | ۳۵°۴۵′۲۳″شمالی ۵۵°۲۱′۳۳″شرقی / ۳۵٫۷۵۶۵°شمالی ۵۵٫۳۵۹۳°شرقی |        | ۱۰۸۹ |
| شش                   | ۳۵°۳۵′۲۷″شمالی ۵۵°۱۱′۲۹″شرقی / ۳۵٫۵۹۰۸°شمالی ۵۵٫۱۹۱۳°شرقی |        | ۱۰۹۰ |
| شغال کوه             | ۳۶°۰۷′۲۳″شمالی ۵۵°۰۵′۲۰″شرقی / ۳۶٫۱۲۳۰°شمالی ۵۵٫۰۸۸۸°شرقی |        | ۱۰۹۱ |
| شغال کوه             | ۳۶°۰۷′۵۰″شمالی ۵۵°۰۵′۴۲″شرقی / ۳۶٫۱۳۰۵°شمالی ۵۵٫۰۹۴۹°شرقی |        | ۱۰۹۲ |
| شغال کوهی            | ۳۶°۰۴′۱۵″شمالی ۵۵°۳۶′۴۰″شرقی / ۳۶٫۰۷۰۷°شمالی ۵۵٫۶۱۱۱°شرقی |        | ۱۰۹۳ |
| شکسته ابوالاحیه      | ۳۵°۳۸′۲۸″شمالی ۵۶°۱۴′۳۰″شرقی / ۳۵٫۶۴۱۰°شمالی ۵۶٫۲۴۱۸°شرقی |        | ۱۰۹۴ |
| شکسته ابوالاحیه      | ۳۵°۴۰′۱۶″شمالی ۵۶°۱۶′۱۳″شرقی / ۳۵٫۶۷۱۰°شمالی ۵۶٫۲۷۰۳°شرقی |        | ۱۰۹۵ |
| شکسته اسبکشان        | ۳۵°۲۱′۳۵″شمالی ۵۶°۵۶′۳۸″شرقی / ۳۵٫۳۵۹۷°شمالی ۵۶٫۹۴۳۹°شرقی |        | ۱۰۹۶ |
| شکسته بزآقالو        | ۳۵°۳۲′۱۱″شمالی ۵۶°۳۶′۲۲″شرقی / ۳۵٫۵۳۶۴°شمالی ۵۶٫۶۰۶۰°شرقی |        | ۱۰۹۷ |
| شکسته پهناواز        | ۳۵°۵۸′۵۳″شمالی ۵۵°۵۳′۰۹″شرقی / ۳۵٫۹۸۱۵°شمالی ۵۵٫۸۸۵۹°شرقی |        | ۱۰۹۸ |
| شکسته پهناواز        | ۳۵°۵۸′۲۹″شمالی ۵۵°۵۲′۰۴″شرقی / ۳۵٫۹۷۴۶°شمالی ۵۵٫۸۶۷۸°شرقی |        | ۱۰۹۹ |
| شکسته ترکمانچاه      | ۳۵°۵۵′۳۳″شمالی ۵۵°۴۸′۵۸″شرقی / ۳۵٫۹۲۵۷°شمالی ۵۵٫۸۱۶۱°شرقی |        | ۱۱۰۰ |
| شکسته تقمر           | ۳۵°۳۲′۵۴″شمالی ۵۶°۴۱′۴۵″شرقی / ۳۵٫۵۴۸۴°شمالی ۵۶٫۶۹۵۹°شرقی |        | ۱۱۰۱ |
| شکسته تک کلاته‌ای     | ۳۵°۳۲′۱۷″شمالی ۵۶°۴۰′۲۲″شرقی / ۳۵٫۵۳۸۰°شمالی ۵۶٫۶۷۲۹°شرقی |        | ۱۱۰۲ |
| شکسته تک کلاته‌ای     | ۳۵°۳۱′۴۲″شمالی ۵۶°۳۷′۱۵″شرقی / ۳۵٫۵۲۸۲°شمالی ۵۶٫۶۲۰۷°شرقی |        | ۱۱۰۳ |
| شکسته چاه انجیل      | ۳۵°۳۶′۱۰″شمالی ۵۶°۳۷′۰۶″شرقی / ۳۵٫۶۰۲۹°شمالی ۵۶٫۶۱۸۴°شرقی |        | ۱۱۰۴ |
| شکسته چاه زردو       | ۳۵°۳۹′۵۷″شمالی ۵۶°۱۱′۱۸″شرقی / ۳۵٫۶۶۵۸°شمالی ۵۶٫۱۸۸۴°شرقی |        | ۱۱۰۵ |
| شکسته چاه زردو       | ۳۵°۴۱′۵۴″شمالی ۵۶°۱۱′۴۸″شرقی / ۳۵٫۶۹۸۲°شمالی ۵۶٫۱۹۶۸°شرقی |        | ۱۱۰۶ |
| شکسته چاه زردو       | ۳۵°۴۱′۲۴″شمالی ۵۶°۱۳′۲۶″شرقی / ۳۵٫۶۹۰۱°شمالی ۵۶٫۲۲۳۸°شرقی |        | ۱۱۰۷ |
| شکسته چاه زردو       | ۳۵°۴۲′۱۰″شمالی ۵۶°۱۶′۰۱″شرقی / ۳۵٫۷۰۲۸°شمالی ۵۶٫۲۶۷۰°شرقی |        | ۱۱۰۸ |
| شکسته چاه معدن       | ۳۵°۵۵′۰۹″شمالی ۵۵°۴۸′۲۴″شرقی / ۳۵٫۹۱۹۲°شمالی ۵۵٫۸۰۶۷°شرقی |        | ۱۱۰۹ |
| شکسته چاه یاسین      | ۳۵°۵۲′۴۶″شمالی ۵۶°۳۱′۲۶″شرقی / ۳۵٫۸۷۹۴°شمالی ۵۶٫۵۲۳۸°شرقی |        | ۱۱۱۰ |
| شکسته چاه یاسین      | ۳۵°۵۲′۰۷″شمالی ۵۶°۳۲′۱۲″شرقی / ۳۵٫۸۶۸۶°شمالی ۵۶٫۵۳۶۶°شرقی |        | ۱۱۱۱ |
| شکسته چشمه بهادار    | ۳۵°۵۹′۵۰″شمالی ۵۶°۲۹′۲۸″شرقی / ۳۵٫۹۹۷۱°شمالی ۵۶٫۴۹۱۲°شرقی |        | ۱۱۱۲ |
| شکسته چشمه بهادر     | ۳۶°۰۱′۰۷″شمالی ۵۶°۳۰′۰۶″شرقی / ۳۶٫۰۱۸۵°شمالی ۵۶٫۵۰۱۶°شرقی |        | ۱۱۱۳ |
| شکسته چشمه بهادر     | ۳۶°۰۰′۲۳″شمالی ۵۶°۲۹′۴۵″شرقی / ۳۶٫۰۰۶۵°شمالی ۵۶٫۴۹۵۹°شرقی |        | ۱۱۱۴ |
| شکسته حرمت           | ۳۵°۵۷′۳۱″شمالی ۵۵°۵۰′۴۱″شرقی / ۳۵٫۹۵۸۷°شمالی ۵۵٫۸۴۴۸°شرقی |        | ۱۱۱۵ |
| شکسته خاکی           | ۳۵°۲۹′۰۳″شمالی ۵۶°۵۸′۴۱″شرقی / ۳۵٫۴۸۴۲°شمالی ۵۶٫۹۷۸۰°شرقی |        | ۱۱۱۶ |
| شکسته خرماچاه        | ۳۵°۳۶′۲۰″شمالی ۵۶°۴۰′۱۳″شرقی / ۳۵٫۶۰۵۵°شمالی ۵۶٫۶۷۰۲°شرقی |        | ۱۱۱۷ |
| شکسته دعوتی          | ۳۵°۵۵′۱۵″شمالی ۵۵°۵۲′۰۶″شرقی / ۳۵٫۹۲۰۷°شمالی ۵۵٫۸۶۸۴°شرقی |        | ۱۱۱۸ |
| شکسته دوبرار         | ۳۵°۵۳′۴۱″شمالی ۵۶°۳۱′۳۰″شرقی / ۳۵٫۸۹۴۸°شمالی ۵۶٫۵۲۵۰°شرقی |        | ۱۱۱۹ |
| شکسته زرد            | ۳۵°۳۴′۴۰″شمالی ۵۶°۵۹′۲۹″شرقی / ۳۵٫۵۷۷۸°شمالی ۵۶٫۹۹۱۴°شرقی |        | ۱۱۲۰ |
| شکسته سرخ پر         | ۳۵°۵۰′۵۲″شمالی ۵۶°۳۴′۰۴″شرقی / ۳۵٫۸۴۷۷°شمالی ۵۶٫۵۶۷۸°شرقی |        | ۱۱۲۱ |
| شکسته سفیدسنگ        | ۳۵°۵۱′۴۹″شمالی ۵۵°۴۴′۴۱″شرقی / ۳۵٫۸۶۳۵°شمالی ۵۵٫۷۴۴۷°شرقی |        | ۱۱۲۲ |
| شکسته سفیدسنگ        | ۳۵°۵۱′۱۵″شمالی ۵۵°۴۷′۲۳″شرقی / ۳۵٫۸۵۴۱°شمالی ۵۵٫۷۸۹۶°شرقی |        | ۱۱۲۳ |
| شکسته سمبو           | ۳۶°۰۹′۲۰″شمالی ۵۵°۱۸′۰۱″شرقی / ۳۶٫۱۵۵۵°شمالی ۵۵٫۳۰۰۲°شرقی |        | ۱۱۲۴ |
| شکسته سمبو           | ۳۶°۰۶′۲۰″شمالی ۵۵°۱۸′۴۸″شرقی / ۳۶٫۱۰۵۵°شمالی ۵۵٫۳۱۳۴°شرقی |        | ۱۱۲۵ |
| شکسته سنگ اووا       | ۳۵°۳۳′۰۳″شمالی ۵۶°۳۴′۵۲″شرقی / ۳۵٫۵۵۰۸°شمالی ۵۶٫۵۸۱۱°شرقی |        | ۱۱۲۶ |
| شکسته سیاه چاه تلخ   | ۳۶°۰۲′۱۵″شمالی ۵۶°۳۱′۴۹″شرقی / ۳۶٫۰۳۷۵°شمالی ۵۶٫۵۳۰۳°شرقی |        | ۱۱۲۷ |
| شکسته سیاه چاه گردنه | ۳۶°۰۰′۲۲″شمالی ۵۶°۳۴′۰۹″شرقی / ۳۶٫۰۰۶۱°شمالی ۵۶٫۵۶۹۱°شرقی |        | ۱۱۲۸ |
| شکسته سیب            | ۳۵°۳۳′۱۳″شمالی ۵۶°۳۶′۲۲″شرقی / ۳۵٫۵۵۳۷°شمالی ۵۶٫۶۰۶۰°شرقی |        | ۱۱۲۹ |
| شکسته شورچاه         | ۳۵°۴۲′۲۳″شمالی ۵۶°۲۸′۳۴″شرقی / ۳۵٫۷۰۶۴°شمالی ۵۶٫۴۷۶۲°شرقی |        | ۱۱۳۰ |
| شکسته شورچاه         | ۳۵°۴۱′۵۱″شمالی ۵۶°۳۰′۰۸″شرقی / ۳۵٫۶۹۷۵°شمالی ۵۶٫۵۰۲۳°شرقی |        | ۱۱۳۱ |
| شکسته قرمز           | ۳۵°۲۶′۰۵″شمالی ۵۶°۵۹′۳۵″شرقی / ۳۵٫۴۳۴۸°شمالی ۵۶٫۹۹۳۱°شرقی |        | ۱۱۳۲ |
| شکسته قرمز           | ۳۵°۲۳′۵۰″شمالی ۵۶°۵۶′۱۵″شرقی / ۳۵٫۳۹۷۱°شمالی ۵۶٫۹۳۷۴°شرقی |        | ۱۱۳۳ |
| شکسته قرمز           | ۳۵°۲۱′۳۲″شمالی ۵۶°۵۴′۰۹″شرقی / ۳۵٫۳۵۸۹°شمالی ۵۶٫۹۰۲۶°شرقی |        | ۱۱۳۴ |
| شکسته کلاغ آب        | ۳۵°۲۸′۰۳″شمالی ۵۶°۵۰′۵۷″شرقی / ۳۵٫۴۶۷۵°شمالی ۵۶٫۸۴۹۲°شرقی |        | ۱۱۳۵ |
| شکسته کوره گزی       | ۳۶°۲۰′۴۷″شمالی ۵۵°۵۶′۱۱″شرقی / ۳۶٫۳۴۶۳°شمالی ۵۵٫۹۳۶۳°شرقی |        | ۱۱۳۶ |
| شکسته گلبهار         | ۳۵°۲۷′۴۹″شمالی ۵۶°۴۲′۴۹″شرقی / ۳۵٫۴۶۳۵°شمالی ۵۶٫۷۱۳۷°شرقی |        | ۱۱۳۷ |
| شکسته نور            | ۳۵°۲۹′۱۰″شمالی ۵۶°۴۰′۵۵″شرقی / ۳۵٫۴۸۶۰°شمالی ۵۶٫۶۸۱۹°شرقی |        | ۱۱۳۸ |
| شکسته‌های چاه رباتو   | ۳۶°۰۱′۰۷″شمالی ۵۵°۳۱′۰۲″شرقی / ۳۶٫۰۱۸۶°شمالی ۵۵٫۵۱۷۱°شرقی |        | ۱۱۳۹ |
| شکسته‌های گرماب       | ۳۵°۳۷′۰۲″شمالی ۵۶°۱۶′۳۶″شرقی / ۳۵٫۶۱۷۱°شمالی ۵۶٫۲۷۶۶°شرقی |        | ۱۱۴۰ |
| شله گه               | ۳۶°۳۴′۳۳″شمالی ۵۴°۳۷′۳۱″شرقی / ۳۶٫۵۷۵۷°شمالی ۵۴٫۶۲۵۲°شرقی |        | ۱۱۴۱ |
| شله گه               | ۳۶°۳۴′۲۷″شمالی ۵۴°۳۶′۲۱″شرقی / ۳۶٫۵۷۴۱°شمالی ۵۴٫۶۰۵۸°شرقی |        | ۱۱۴۲ |
| شمشیربران            | ۳۵°۲۰′۴۶″شمالی ۵۴°۴۲′۳۱″شرقی / ۳۵٫۳۴۶۲°شمالی ۵۴٫۷۰۸۷°شرقی |        | ۱۱۴۳ |
| شهرام                | ۳۵°۲۸′۱۵″شمالی ۵۶°۵۶′۳۹″شرقی / ۳۵٫۴۷۰۹°شمالی ۵۶٫۹۴۴۳°شرقی |        | ۱۱۴۴ |
| شوران تور            | ۳۶°۲۵′۴۵″شمالی ۵۴°۳۹′۱۵″شرقی / ۳۶٫۴۲۹۲°شمالی ۵۴٫۶۵۴۱°شرقی |        | ۱۱۴۵ |
| شوران کویر           | ۳۶°۲۵′۱۱″شمالی ۵۴°۴۵′۵۵″شرقی / ۳۶٫۴۱۹۶°شمالی ۵۴٫۷۶۵۳°شرقی |        | ۱۱۴۶ |
| شوران کویر           | ۳۶°۲۴′۳۷″شمالی ۵۴°۴۴′۴۹″شرقی / ۳۶٫۴۱۰۳°شمالی ۵۴٫۷۴۶۹°شرقی |        | ۱۱۴۷ |
| شوشخ                 | ۳۶°۱۷′۳۸″شمالی ۵۵°۱۳′۳۵″شرقی / ۳۶٫۲۹۳۹°شمالی ۵۵٫۲۲۶۳°شرقی |        | ۱۱۴۸ |
| شیخ                  | ۳۵°۲۷′۰۱″شمالی ۵۴°۴۰′۳۰″شرقی / ۳۵٫۴۵۰۲°شمالی ۵۴٫۶۷۵۰°شرقی |        | ۱۱۴۹ |
| شیطان                | ۳۵°۵۰′۲۹″شمالی ۵۴°۵۷′۲۴″شرقی / ۳۵٫۸۴۱۵°شمالی ۵۴٫۹۵۶۸°شرقی |        | ۱۱۵۰ |
| طبله زنان            | ۳۶°۱۳′۵۲″شمالی ۵۵°۰۲′۵۷″شرقی / ۳۶٫۲۳۱۲°شمالی ۵۵٫۰۴۹۳°شرقی |        | ۱۱۵۱ |
| علم چو               | ۳۵°۳۰′۵۸″شمالی ۵۷°۰۲′۰۳″شرقی / ۳۵٫۵۱۶۰°شمالی ۵۷٫۰۳۴۱°شرقی |        | ۱۱۵۲ |
| علی مهدی             | ۳۶°۴۶′۰۳″شمالی ۵۵°۱۷′۱۳″شرقی / ۳۶٫۷۶۷۶°شمالی ۵۵٫۲۸۶۹°شرقی |        | ۱۱۵۳ |
| علی نرخه             | ۳۵°۱۳′۱۷″شمالی ۵۵°۲۵′۰۳″شرقی / ۳۵٫۲۲۱۴°شمالی ۵۵٫۴۱۷۵°شرقی |        | ۱۱۵۴ |
| علی نرخه             | ۳۵°۱۲′۵۶″شمالی ۵۵°۲۳′۴۵″شرقی / ۳۵٫۲۱۵۵°شمالی ۵۵٫۳۹۵۸°شرقی |        | ۱۱۵۵ |
| غارپلنگ              | ۳۶°۴۳′۲۰″شمالی ۵۵°۳۱′۴۵″شرقی / ۳۶٫۷۲۲۱°شمالی ۵۵٫۵۲۹۱°شرقی |        | ۱۱۵۶ |
| غارکفتار             | ۳۶°۴۱′۴۶″شمالی ۵۵°۲۸′۱۲″شرقی / ۳۶٫۶۹۶۲°شمالی ۵۵٫۴۷۰۰°شرقی |        | ۱۱۵۷ |
| غریبه                | ۳۵°۳۸′۰۳″شمالی ۵۶°۲۹′۰۶″شرقی / ۳۵٫۶۳۴۱°شمالی ۵۶٫۴۸۵۰°شرقی |        | ۱۱۵۸ |
| غریبه                | ۳۵°۳۷′۴۲″شمالی ۵۶°۳۰′۱۱″شرقی / ۳۵٫۶۲۸۴°شمالی ۵۶٫۵۰۳۱°شرقی |        | ۱۱۵۹ |
| غریبه                | ۳۵°۳۶′۵۹″شمالی ۵۶°۲۸′۲۴″شرقی / ۳۵٫۶۱۶۳°شمالی ۵۶٫۴۷۳۴°شرقی |        | ۱۱۶۰ |
| غریبه                | ۳۵°۳۷′۱۲″شمالی ۵۶°۳۰′۱۴″شرقی / ۳۵٫۶۱۹۹°شمالی ۵۶٫۵۰۳۹°شرقی |        | ۱۱۶۱ |
| قجر                  | ۳۶°۰۷′۵۳″شمالی ۵۵°۴۱′۱۰″شرقی / ۳۶٫۱۳۱۳°شمالی ۵۵٫۶۸۶۲°شرقی |        | ۱۱۶۲ |
| قراتبخان             | ۳۶°۰۷′۳۵″شمالی ۵۵°۳۳′۱۵″شرقی / ۳۶٫۱۲۶۴°شمالی ۵۵٫۵۵۴۲°شرقی |        | ۱۱۶۳ |
| قردره مهار           | ۳۶°۴۲′۲۵″شمالی ۵۵°۰۰′۰۵″شرقی / ۳۶٫۷۰۷۰°شمالی ۵۵٫۰۰۱۵°شرقی |        | ۱۱۶۴ |
| قردره مهار           | ۳۶°۴۲′۱۳″شمالی ۵۴°۵۹′۴۴″شرقی / ۳۶٫۷۰۳۶°شمالی ۵۴٫۹۹۵۵°شرقی |        | ۱۱۶۵ |
| قرسیاه               | ۳۵°۴۵′۴۰″شمالی ۵۶°۲۹′۱۲″شرقی / ۳۵٫۷۶۱۲°شمالی ۵۶٫۴۸۶۸°شرقی |        | ۱۱۶۶ |
| قرعلی شاه کرم        | ۳۵°۳۱′۲۶″شمالی ۵۷°۰۰′۵۵″شرقی / ۳۵٫۵۲۴۰°شمالی ۵۷٫۰۱۵۴°شرقی |        | ۱۱۶۷ |
| قره بنه گی           | ۳۶°۱۳′۳۶″شمالی ۵۵°۱۴′۲۱″شرقی / ۳۶٫۲۲۶۸°شمالی ۵۵٫۲۳۹۲°شرقی |        | ۱۱۶۸ |
| قره بنه گی           | ۳۶°۱۴′۳۰″شمالی ۵۵°۱۵′۱۳″شرقی / ۳۶٫۲۴۱۸°شمالی ۵۵٫۲۵۳۵°شرقی |        | ۱۱۶۹ |
| قره کیکی             | ۳۶°۰۵′۳۶″شمالی ۵۵°۳۶′۵۹″شرقی / ۳۶٫۰۹۳۳°شمالی ۵۵٫۶۱۶۳°شرقی |        | ۱۱۷۰ |
| قره گهه احمد         | ۳۶°۴۲′۳۵″شمالی ۵۵°۳۲′۱۲″شرقی / ۳۶٫۷۰۹۷°شمالی ۵۵٫۵۳۶۷°شرقی |        | ۱۱۷۱ |
| قطاربنه              | ۳۵°۱۸′۳۵″شمالی ۵۶°۵۱′۱۰″شرقی / ۳۵٫۳۰۹۷°شمالی ۵۶٫۸۵۲۸°شرقی |        | ۱۱۷۲ |
| قلندر                | ۳۵°۵۸′۴۱″شمالی ۵۶°۳۶′۴۲″شرقی / ۳۵٫۹۷۸۰°شمالی ۵۶٫۶۱۱۸°شرقی |        | ۱۱۷۳ |
| قله الکوم            | ۳۵°۴۸′۳۱″شمالی ۵۶°۲۶′۴۷″شرقی / ۳۵٫۸۰۸۷°شمالی ۵۶٫۴۴۶۳°شرقی |        | ۱۱۷۴ |
| قله پیرزن            | ۳۵°۳۹′۳۴″شمالی ۵۶°۳۰′۲۷″شرقی / ۳۵٫۶۵۹۴°شمالی ۵۶٫۵۰۷۴°شرقی |        | ۱۱۷۵ |
| قله چهل دختر         | ۳۵°۵۸′۰۶″شمالی ۵۵°۵۰′۳۹″شرقی / ۳۵٫۹۶۸۲°شمالی ۵۵٫۸۴۴۱°شرقی |        | ۱۱۷۶ |
| قله حسینی            | ۳۵°۴۰′۵۴″شمالی ۵۶°۳۰′۴۸″شرقی / ۳۵٫۶۸۱۶°شمالی ۵۶٫۵۱۳۴°شرقی |        | ۱۱۷۷ |
| قله حلوایی           | ۳۵°۴۸′۲۶″شمالی ۵۵°۵۴′۴۷″شرقی / ۳۵٫۸۰۷۳°شمالی ۵۵٫۹۱۳۱°شرقی |        | ۱۱۷۸ |
| قله سرخ              | ۳۶°۰۸′۱۶″شمالی ۵۶°۱۹′۵۴″شرقی / ۳۶٫۱۳۷۸°شمالی ۵۶٫۳۳۱۷°شرقی |        | ۱۱۷۹ |
| قله گورخور           | ۳۶°۱۵′۳۰″شمالی ۵۶°۱۲′۴۷″شرقی / ۳۶٫۲۵۸۲°شمالی ۵۶٫۲۱۳۰°شرقی |        | ۱۱۸۰ |
| قله ماری             | ۳۵°۴۵′۲۸″شمالی ۵۶°۲۷′۴۵″شرقی / ۳۵٫۷۵۷۹°شمالی ۵۶٫۴۶۲۶°شرقی |        | ۱۱۸۱ |
| قله نخ کوب           | ۳۵°۳۸′۵۴″شمالی ۵۶°۴۰′۴۸″شرقی / ۳۵٫۶۴۸۲°شمالی ۵۶٫۶۸۰۰°شرقی |        | ۱۱۸۲ |
| قوچ علی              | ۳۶°۲۱′۵۳″شمالی ۵۴°۳۸′۴۰″شرقی / ۳۶٫۳۶۴۷°شمالی ۵۴٫۶۴۴۴°شرقی |        | ۱۱۸۳ |
| کاتی سفید            | ۳۵°۴۵′۵۱″شمالی ۵۵°۵۱′۰۵″شرقی / ۳۵٫۷۶۴۱°شمالی ۵۵٫۸۵۱۴°شرقی |        | ۱۱۸۴ |
| کاسه‌های کندوئی       | ۳۶°۵۳′۳۷″شمالی ۵۵°۳۰′۴۳″شرقی / ۳۶٫۸۹۳۶°شمالی ۵۵٫۵۱۱۹°شرقی |        | ۱۱۸۵ |
| کاسه‌های کندوئی       | ۳۶°۵۲′۱۶″شمالی ۵۵°۳۰′۰۹″شرقی / ۳۶٫۸۷۱۰°شمالی ۵۵٫۵۰۲۶°شرقی |        | ۱۱۸۶ |
| کافرقلعه             | ۳۶°۴۵′۰۶″شمالی ۵۵°۲۹′۱۰″شرقی / ۳۶٫۷۵۱۸°شمالی ۵۵٫۴۸۶۰°شرقی |        | ۱۱۸۷ |
| کاهوان               | ۳۵°۱۴′۳۷″شمالی ۵۴°۵۲′۵۱″شرقی / ۳۵٫۲۴۳۶°شمالی ۵۴٫۸۸۰۹°شرقی |        | ۱۱۸۸ |
| کاهوان               | ۳۵°۱۴′۳۳″شمالی ۵۴°۵۲′۰۹″شرقی / ۳۵٫۲۴۲۶°شمالی ۵۴٫۸۶۹۲°شرقی |        | ۱۱۸۹ |
| کاهوان               | ۳۵°۱۵′۰۳″شمالی ۵۴°۵۴′۳۱″شرقی / ۳۵٫۲۵۰۹°شمالی ۵۴٫۹۰۸۶°شرقی |        | ۱۱۹۰ |
| کبوددره              | ۳۶°۲۰′۵۳″شمالی ۵۴°۴۱′۵۰″شرقی / ۳۶٫۳۴۸۰°شمالی ۵۴٫۶۹۷۲°شرقی |        | ۱۱۹۱ |
| کبودی                | ۳۶°۴۱′۵۹″شمالی ۵۵°۳۱′۱۲″شرقی / ۳۶٫۶۹۹۸°شمالی ۵۵٫۵۲۰۱°شرقی |        | ۱۱۹۲ |
| کتل                  | ۳۵°۱۰′۰۷″شمالی ۵۴°۳۸′۲۸″شرقی / ۳۵٫۱۶۸۶°شمالی ۵۴٫۶۴۱۰°شرقی |        | ۱۱۹۳ |
| کرکس بالا            | ۳۵°۵۵′۴۸″شمالی ۵۶°۰۵′۴۵″شرقی / ۳۵٫۹۲۹۹°شمالی ۵۶٫۰۹۵۷°شرقی |        | ۱۱۹۴ |
| کشک کمر              | ۳۶°۱۴′۳۶″شمالی ۵۵°۰۳′۱۴″شرقی / ۳۶٫۲۴۳۴°شمالی ۵۵٫۰۵۳۸°شرقی |        | ۱۱۹۵ |
| کفتاره               | ۳۶°۰۹′۴۶″شمالی ۵۵°۳۴′۴۵″شرقی / ۳۶٫۱۶۲۹°شمالی ۵۵٫۵۷۹۳°شرقی |        | ۱۱۹۶ |
| کفتران               | ۳۵°۳۰′۱۶″شمالی ۵۴°۵۵′۰۹″شرقی / ۳۵٫۵۰۴۴°شمالی ۵۴٫۹۱۹۲°شرقی |        | ۱۱۹۷ |
| کفترکوه              | ۳۶°۳۶′۳۹″شمالی ۵۴°۵۶′۴۱″شرقی / ۳۶٫۶۱۰۷°شمالی ۵۴٫۹۴۴۷°شرقی |        | ۱۱۹۸ |
| کفتری                | ۳۵°۴۴′۳۷″شمالی ۵۵°۲۸′۳۰″شرقی / ۳۵٫۷۴۳۶°شمالی ۵۵٫۴۷۴۹°شرقی |        | ۱۱۹۹ |
| کفتری                | ۳۵°۴۴′۰۹″شمالی ۵۵°۲۹′۴۱″شرقی / ۳۵٫۷۳۵۹°شمالی ۵۵٫۴۹۴۸°شرقی |        | ۱۲۰۰ |
| کلاغ باران           | ۳۶°۳۱′۲۶″شمالی ۵۴°۳۸′۳۴″شرقی / ۳۶٫۵۲۳۹°شمالی ۵۴٫۶۴۲۷°شرقی |        | ۱۲۰۱ |
| کله قوچی             | ۳۶°۱۵′۱۵″شمالی ۵۴°۵۸′۰۶″شرقی / ۳۶٫۲۵۴۲°شمالی ۵۴٫۹۶۸۳°شرقی |        | ۱۲۰۲ |
| کله قوچی             | ۳۶°۱۴′۲۹″شمالی ۵۴°۵۶′۳۷″شرقی / ۳۶٫۲۴۱۳°شمالی ۵۴٫۹۴۳۵°شرقی |        | ۱۲۰۳ |
| کله کوه              | ۳۵°۵۹′۳۹″شمالی ۵۶°۰۵′۳۲″شرقی / ۳۵٫۹۹۴۲°شمالی ۵۶٫۰۹۲۲°شرقی |        | ۱۲۰۴ |
| کلوت دوچاهی          | ۳۵°۵۴′۵۳″شمالی ۵۶°۲۸′۳۳″شرقی / ۳۵٫۹۱۴۸°شمالی ۵۶٫۴۷۵۹°شرقی |        | ۱۲۰۵ |
| کلوت زرده            | ۳۵°۵۸′۲۱″شمالی ۵۶°۲۷′۵۹″شرقی / ۳۵٫۹۷۲۶°شمالی ۵۶٫۴۶۶۴°شرقی |        | ۱۲۰۶ |
| کماچال               | ۳۶°۵۰′۰۵″شمالی ۵۵°۲۵′۲۶″شرقی / ۳۶٫۸۳۴۷°شمالی ۵۵٫۴۲۴۰°شرقی |        | ۱۲۰۷ |
| کمر                  | ۳۵°۳۸′۰۱″شمالی ۵۶°۳۹′۰۵″شرقی / ۳۵٫۶۳۳۶°شمالی ۵۶٫۶۵۱۴°شرقی |        | ۱۲۰۸ |
| کمرتیل آباد          | ۳۶°۵۳′۳۹″شمالی ۵۵°۲۹′۳۴″شرقی / ۳۶٫۸۹۴۱°شمالی ۵۵٫۴۹۲۹°شرقی |        | ۱۲۰۹ |
| کمرزرد               | ۳۶°۰۳′۴۴″شمالی ۵۶°۰۷′۰۵″شرقی / ۳۶٫۰۶۲۲°شمالی ۵۶٫۱۱۸۱°شرقی |        | ۱۲۱۰ |
| کمرسفید              | ۳۶°۳۳′۰۰″شمالی ۵۵°۱۳′۰۳″شرقی / ۳۶٫۵۴۹۹°شمالی ۵۵٫۲۱۷۵°شرقی |        | ۱۲۱۱ |
| کمرسنگ آب            | ۳۵°۲۲′۳۵″شمالی ۵۶°۴۴′۴۰″شرقی / ۳۵٫۳۷۶۳°شمالی ۵۶٫۷۴۴۴°شرقی |        | ۱۲۱۲ |
| کمرسنگ آب            | ۳۵°۲۲′۳۳″شمالی ۵۶°۴۵′۱۳″شرقی / ۳۵٫۳۷۵۹°شمالی ۵۶٫۷۵۳۶°شرقی |        | ۱۲۱۳ |
| کمرسنگ آب            | ۳۵°۲۱′۰۸″شمالی ۵۶°۴۴′۵۷″شرقی / ۳۵٫۳۵۲۳°شمالی ۵۶٫۷۴۹۱°شرقی |        | ۱۲۱۴ |
| کمرسیاه              | ۳۶°۱۵′۵۴″شمالی ۵۵°۰۸′۱۸″شرقی / ۳۶٫۲۶۴۹°شمالی ۵۵٫۱۳۸۳°شرقی |        | ۱۲۱۵ |
| کندو                 | ۳۵°۴۵′۲۱″شمالی ۵۵°۵۴′۵۰″شرقی / ۳۵٫۷۵۵۹°شمالی ۵۵٫۹۱۴۰°شرقی |        | ۱۲۱۶ |
| کهنه کدو             | ۳۵°۳۸′۱۷″شمالی ۵۶°۳۵′۰۱″شرقی / ۳۵٫۶۳۸۰°شمالی ۵۶٫۵۸۳۵°شرقی |        | ۱۲۱۷ |
| کوه‌های پشت آغل       | ۳۵°۴۹′۱۷″شمالی ۵۵°۵۹′۰۶″شرقی / ۳۵٫۸۲۱۴°شمالی ۵۵٫۹۸۵۰°شرقی |        | ۱۲۱۸ |
| گاوخسبان             | ۳۶°۳۶′۰۲″شمالی ۵۴°۵۰′۳۶″شرقی / ۳۶٫۶۰۰۵°شمالی ۵۴٫۸۴۳۳°شرقی |        | ۱۲۱۹ |
| گچون                 | ۳۶°۳۵′۲۳″شمالی ۵۵°۲۱′۲۴″شرقی / ۳۶٫۵۸۹۷°شمالی ۵۵٫۳۵۶۸°شرقی |        | ۱۲۲۰ |
| گچیون                | ۳۶°۳۰′۳۷″شمالی ۵۵°۰۷′۵۸″شرقی / ۳۶٫۵۱۰۴°شمالی ۵۵٫۱۳۲۷°شرقی |        | ۱۲۲۱ |
| گرده ریز             | ۳۶°۲۲′۰۶″شمالی ۵۴°۴۲′۵۴″شرقی / ۳۶٫۳۶۸۴°شمالی ۵۴٫۷۱۵۰°شرقی |        | ۱۲۲۲ |
| گرماب                | ۳۵°۲۲′۰۳″شمالی ۵۶°۵۲′۰۳″شرقی / ۳۵٫۳۶۷۵°شمالی ۵۶٫۸۶۷۵°شرقی |        | ۱۲۲۳ |
| گرینه                | ۳۶°۳۲′۵۴″شمالی ۵۵°۰۵′۴۱″شرقی / ۳۶٫۵۴۸۴°شمالی ۵۵٫۰۹۴۸°شرقی |        | ۱۲۲۴ |
| گل‌خانه               | ۳۶°۳۵′۰۵″شمالی ۵۴°۳۷′۵۹″شرقی / ۳۶٫۵۸۴۷°شمالی ۵۴٫۶۳۳۱°شرقی |        | ۱۲۲۵ |
| گله چشمه             | ۳۵°۵۶′۰۷″شمالی ۵۶°۲۸′۵۸″شرقی / ۳۵٫۹۳۵۲°شمالی ۵۶٫۴۸۲۷°شرقی |        | ۱۲۲۶ |
| گهرت                 | ۳۵°۳۵′۰۱″شمالی ۵۷°۰۰′۲۱″شرقی / ۳۵٫۵۸۳۵°شمالی ۵۷٫۰۰۵۸°شرقی |        | ۱۲۲۷ |
| گیسوم                | ۳۶°۲۳′۵۰″شمالی ۵۴°۵۳′۴۵″شرقی / ۳۶٫۳۹۷۳°شمالی ۵۴٫۸۹۵۹°شرقی |        | ۱۲۲۸ |
| لاخ گرداب            | ۳۵°۱۶′۴۲″شمالی ۵۶°۴۳′۰۰″شرقی / ۳۵٫۲۷۸۳°شمالی ۵۶٫۷۱۶۶°شرقی |        | ۱۲۲۹ |
| لاله فیروز           | ۳۶°۱۶′۳۴″شمالی ۵۵°۱۰′۵۳″شرقی / ۳۶٫۲۷۶۲°شمالی ۵۵٫۱۸۱۴°شرقی |        | ۱۲۳۰ |
| لجنه                 | ۳۶°۱۱′۴۱″شمالی ۵۵°۰۴′۴۵″شرقی / ۳۶٫۱۹۴۷°شمالی ۵۵٫۰۷۹۱°شرقی |        | ۱۲۳۱ |
| لر                   | ۳۵°۲۹′۰۵″شمالی ۵۶°۴۹′۳۴″شرقی / ۳۵٫۴۸۴۸°شمالی ۵۶٫۸۲۶۰°شرقی |        | ۱۲۳۲ |
| لیمه                 | ۳۵°۳۵′۴۲″شمالی ۵۵°۲۳′۱۱″شرقی / ۳۵٫۵۹۵۱°شمالی ۵۵٫۳۸۶۳°شرقی |        | ۱۲۳۳ |
| ماجراد               | ۳۵°۴۶′۳۱″شمالی ۵۵°۵۸′۱۵″شرقی / ۳۵٫۷۷۵۴°شمالی ۵۵٫۹۷۰۷°شرقی |        | ۱۲۳۴ |
| ماجراد               | ۳۵°۴۸′۱۶″شمالی ۵۶°۰۱′۴۸″شرقی / ۳۵٫۸۰۴۵°شمالی ۵۶٫۰۳۰۰°شرقی |        | ۱۲۳۵ |
| محمدچفت              | ۳۶°۴۶′۳۸″شمالی ۵۵°۰۵′۱۷″شرقی / ۳۶٫۷۷۷۱°شمالی ۵۵٫۰۸۸۱°شرقی |        | ۱۲۳۶ |
| مرزگوره              | ۳۶°۳۵′۲۶″شمالی ۵۴°۵۱′۴۰″شرقی / ۳۶٫۵۹۰۵°شمالی ۵۴٫۸۶۱۲°شرقی |        | ۱۲۳۷ |
| ملحدو                | ۳۵°۵۸′۰۳″شمالی ۵۵°۵۸′۱۶″شرقی / ۳۵٫۹۶۷۶°شمالی ۵۵٫۹۷۱۲°شرقی |        | ۱۲۳۸ |
| ملحدو                | ۳۵°۵۶′۵۰″شمالی ۵۵°۵۵′۳۲″شرقی / ۳۵٫۹۴۷۲°شمالی ۵۵٫۹۲۵۵°شرقی |        | ۱۲۳۹ |
| ملحه                 | ۳۵°۲۹′۲۱″شمالی ۵۵°۲۰′۰۶″شرقی / ۳۵٫۴۸۹۱°شمالی ۵۵٫۳۳۵۱°شرقی |        | ۱۲۴۰ |
| ملحه                 | ۳۵°۲۹′۳۸″شمالی ۵۵°۱۸′۵۱″شرقی / ۳۵٫۴۹۳۸°شمالی ۵۵٫۳۱۴۳°شرقی |        | ۱۲۴۱ |
| مهرانو               | ۳۵°۵۵′۰۹″شمالی ۵۶°۰۸′۲۵″شرقی / ۳۵٫۹۱۹۱°شمالی ۵۶٫۱۴۰۲°شرقی |        | ۱۲۴۲ |
| مورس                 | ۳۶°۲۱′۵۷″شمالی ۵۵°۱۷′۱۶″شرقی / ۳۶٫۳۶۵۹°شمالی ۵۵٫۲۸۷۷°شرقی |        | ۱۲۴۳ |
| مورو                 | ۳۵°۵۱′۱۶″شمالی ۵۶°۰۴′۱۰″شرقی / ۳۵٫۸۵۴۵°شمالی ۵۶٫۰۶۹۵°شرقی |        | ۱۲۴۴ |
| میانکوه              | ۳۶°۰۵′۱۴″شمالی ۵۵°۳۷′۵۱″شرقی / ۳۶٫۰۸۷۲°شمالی ۵۵٫۶۳۰۷°شرقی |        | ۱۲۴۵ |
| میرزاخور             | ۳۶°۲۰′۲۹″شمالی ۵۵°۱۶′۰۴″شرقی / ۳۶٫۳۴۱۳°شمالی ۵۵٫۲۶۷۷°شرقی |        | ۱۲۴۶ |
| ناروان               | ۳۶°۱۶′۰۱″شمالی ۵۵°۱۷′۱۴″شرقی / ۳۶٫۲۶۶۹°شمالی ۵۵٫۲۸۷۲°شرقی |        | ۱۲۴۷ |
| نازکوه               | ۳۶°۰۷′۴۴″شمالی ۵۶°۲۱′۱۴″شرقی / ۳۶٫۱۲۹۰°شمالی ۵۶٫۳۵۴۰°شرقی |        | ۱۲۴۸ |
| نازکوه               | ۳۶°۰۴′۲۵″شمالی ۵۶°۱۷′۲۹″شرقی / ۳۶٫۰۷۳۵°شمالی ۵۶٫۲۹۱۴°شرقی |        | ۱۲۴۹ |
| نازکوه               | ۳۶°۰۶′۴۰″شمالی ۵۶°۱۹′۲۲″شرقی / ۳۶٫۱۱۱۱°شمالی ۵۶٫۳۲۲۷°شرقی |        | ۱۲۵۰ |
| نسامی                | ۳۶°۰۸′۴۶″شمالی ۵۵°۴۰′۲۹″شرقی / ۳۶٫۱۴۶۰°شمالی ۵۵٫۶۷۴۶°شرقی |        | ۱۲۵۱ |
| نگرمو                | ۳۶°۴۳′۳۰″شمالی ۵۴°۵۷′۵۷″شرقی / ۳۶٫۷۲۵۰°شمالی ۵۴٫۹۶۵۹°شرقی |        | ۱۲۵۲ |
| نیم کوهی             | ۳۶°۴۰′۵۹″شمالی ۵۵°۲۵′۲۵″شرقی / ۳۶٫۶۸۳۰°شمالی ۵۵٫۴۲۳۶°شرقی |        | ۱۲۵۳ |
| هبنه                 | ۳۵°۴۳′۱۴″شمالی ۵۴°۵۲′۰۹″شرقی / ۳۵٫۷۲۰۶°شمالی ۵۴٫۸۶۹۱°شرقی |        | ۱۲۵۴ |
| هشتگاه               | ۳۵°۴۳′۳۰″شمالی ۵۵°۰۷′۳۵″شرقی / ۳۵٫۷۲۵۰°شمالی ۵۵٫۱۲۶۵°شرقی |        | ۱۲۵۵ |
| هشتگاه               | ۳۵°۴۳′۳۴″شمالی ۵۵°۰۷′۰۵″شرقی / ۳۵٫۷۲۶۱°شمالی ۵۵٫۱۱۸۱°شرقی |        | ۱۲۵۶ |
| هیزمی                | ۳۵°۳۹′۳۵″شمالی ۵۶°۳۴′۵۱″شرقی / ۳۵٫۶۵۹۶°شمالی ۵۶٫۵۸۰۷°شرقی |        | ۱۲۵۷ |
| واجارو               | ۳۵°۲۷′۵۱″شمالی ۵۴°۴۹′۳۶″شرقی / ۳۵٫۴۶۴۲°شمالی ۵۴٫۸۲۶۸°شرقی |        | ۱۲۵۸ |
| ونرگ                 | ۳۵°۲۷′۴۹″شمالی ۵۴°۴۵′۳۰″شرقی / ۳۵٫۴۶۳۶°شمالی ۵۴٫۷۵۸۳°شرقی |        | ۱۲۵۹ |
| ونرگ                 | ۳۵°۲۷′۳۷″شمالی ۵۴°۴۴′۲۵″شرقی / ۳۵٫۴۶۰۴°شمالی ۵۴٫۷۴۰۲°شرقی |        | ۱۲۶۰ |
| یاقوبی               | ۳۵°۳۳′۱۹″شمالی ۵۷°۰۲′۱۹″شرقی / ۳۵٫۵۵۵۴°شمالی ۵۷٫۰۳۸۵°شرقی |        | ۱۲۶۱ |
| یال خانی             | ۳۵°۲۶′۳۲″شمالی ۵۴°۳۹′۲۸″شرقی / ۳۵٫۴۴۲۲°شمالی ۵۴٫۶۵۷۷°شرقی |        | ۱۲۶۲ |
| یخاب                 | ۳۵°۲۸′۵۸″شمالی ۵۶°۵۵′۵۱″شرقی / ۳۵٫۴۸۲۸°شمالی ۵۶٫۹۳۰۹°شرقی |        | ۱۲۶۳ |
| یخاب                 | ۳۵°۲۸′۱۹″شمالی ۵۶°۵۴′۴۲″شرقی / ۳۵٫۴۷۲۰°شمالی ۵۶٫۹۱۱۸°شرقی |        | ۱۲۶۴ |
| یزدکه                | ۳۶°۳۶′۳۰″شمالی ۵۴°۴۴′۱۴″شرقی / ۳۶٫۶۰۸۴°شمالی ۵۴٫۷۳۷۲°شرقی |        | ۱۲۶۵ |
| یزدو                 | ۳۶°۰۰′۲۷″شمالی ۵۶°۰۳′۲۴″شرقی / ۳۶٫۰۰۷۴°شمالی ۵۶٫۰۵۶۶°شرقی |        | ۱۲۶۶ |
| یوگورک               | ۳۶°۵۲′۳۳″شمالی ۵۵°۲۹′۰۱″شرقی / ۳۶٫۸۷۵۸°شمالی ۵۵٫۴۸۳۵°شرقی |        | ۱۲۶۷ |
| آب پران              | ۳۷°۱۸′۰۶″شمالی ۵۵°۴۶′۵۱″شرقی / ۳۷٫۳۰۱۷°شمالی ۵۵٫۷۸۰۸°شرقی |        | ۱۲۶۸ |
| آت داغی              | ۳۶°۵۹′۵۴″شمالی ۵۵°۴۵′۱۰″شرقی / ۳۶٫۹۹۸۳°شمالی ۵۵٫۷۵۲۸°شرقی |        | ۱۲۶۹ |
| آت داغی              | ۳۶°۵۹′۲۹″شمالی ۵۵°۴۳′۳۵″شرقی / ۳۶٫۹۹۱۳°شمالی ۵۵٫۷۲۶۵°شرقی |        | ۱۲۷۰ |
| ارجه                 | ۳۶°۴۴′۴۳″شمالی ۵۵°۴۴′۲۲″شرقی / ۳۶٫۷۴۵۲°شمالی ۵۵٫۷۳۹۵°شرقی |        | ۱۲۷۱ |
| ارجه                 | ۳۶°۴۵′۱۳″شمالی ۵۵°۴۴′۴۵″شرقی / ۳۶٫۷۵۳۷°شمالی ۵۵٫۷۴۵۷°شرقی |        | ۱۲۷۲ |
| ارمیان               | ۳۶°۱۸′۱۶″شمالی ۵۵°۲۱′۵۲″شرقی / ۳۶٫۳۰۴۴°شمالی ۵۵٫۳۶۴۵°شرقی |        | ۱۲۷۳ |
| ارمیان               | ۳۶°۱۹′۲۲″شمالی ۵۵°۲۳′۲۶″شرقی / ۳۶٫۳۲۲۸°شمالی ۵۵٫۳۹۰۵°شرقی |        | ۱۲۷۴ |
| آقازو                | ۳۶°۵۹′۱۶″شمالی ۵۵°۵۲′۴۵″شرقی / ۳۶٫۹۸۷۸°شمالی ۵۵٫۸۷۹۱°شرقی |        | ۱۲۷۵ |
| آقازو                | ۳۶°۵۹′۲۵″شمالی ۵۵°۵۲′۱۸″شرقی / ۳۶٫۹۹۰۳°شمالی ۵۵٫۸۷۱۷°شرقی |        | ۱۲۷۶ |
| امان مست             | ۳۷°۰۶′۲۲″شمالی ۵۵°۵۹′۱۶″شرقی / ۳۷٫۱۰۶۲°شمالی ۵۵٫۹۸۷۷°شرقی |        | ۱۲۷۷ |
| امان مست             | ۳۷°۰۶′۲۱″شمالی ۵۶°۰۰′۱۱″شرقی / ۳۷٫۱۰۵۹°شمالی ۵۶٫۰۰۳۱°شرقی |        | ۱۲۷۸ |
| امبروتو              | ۳۶°۳۳′۲۱″شمالی ۵۶°۳۰′۰۳″شرقی / ۳۶٫۵۵۵۹°شمالی ۵۶٫۵۰۰۹°شرقی |        | ۱۲۷۹ |
| امجدیه               | ۳۶°۳۸′۴۳″شمالی ۵۶°۴۰′۴۶″شرقی / ۳۶٫۶۴۵۲°شمالی ۵۶٫۶۷۹۴°شرقی |        | ۱۲۸۰ |
| انجیرک               | ۳۶°۴۶′۵۰″شمالی ۵۵°۴۵′۵۱″شرقی / ۳۶٫۷۸۰۵°شمالی ۵۵٫۷۶۴۱°شرقی |        | ۱۲۸۱ |
| اوگرمیدان            | ۳۷°۰۰′۳۳″شمالی ۵۵°۳۷′۱۱″شرقی / ۳۷٫۰۰۹۱°شمالی ۵۵٫۶۱۹۶°شرقی |        | ۱۲۸۲ |
| بادام تلخ            | ۳۶°۲۳′۰۲″شمالی ۵۶°۱۴′۰۶″شرقی / ۳۶٫۳۸۴۰°شمالی ۵۶٫۲۳۵۱°شرقی |        | ۱۲۸۳ |
| بذرآباد              | ۳۶°۴۰′۱۶″شمالی ۵۶°۴۲′۱۸″شرقی / ۳۶٫۶۷۱۱°شمالی ۵۶٫۷۰۵۰°شرقی |        | ۱۲۸۴ |
| برج قتلگاه           | ۳۶°۲۳′۲۰″شمالی ۵۶°۱۳′۰۲″شرقی / ۳۶٫۳۸۸۹°شمالی ۵۶٫۲۱۷۱°شرقی |        | ۱۲۸۵ |
| برده بیدک            | ۳۶°۳۴′۰۵″شمالی ۵۶°۳۱′۰۰″شرقی / ۳۶٫۵۶۸۰°شمالی ۵۶٫۵۱۶۷°شرقی |        | ۱۲۸۶ |
| برزوبلاغ             | ۳۶°۵۳′۲۴″شمالی ۵۵°۳۲′۵۱″شرقی / ۳۶٫۸۹۰۱°شمالی ۵۵٫۵۴۷۴°شرقی |        | ۱۲۸۷ |
| بزکمر                | ۳۶°۳۵′۰۷″شمالی ۵۶°۵۰′۳۳″شرقی / ۳۶٫۵۸۵۳°شمالی ۵۶٫۸۴۲۶°شرقی |        | ۱۲۸۸ |
| بزکوه                | ۳۶°۲۴′۱۷″شمالی ۵۶°۲۰′۳۶″شرقی / ۳۶٫۴۰۴۶°شمالی ۵۶٫۳۴۳۴°شرقی |        | ۱۲۸۹ |
| بزهو                 | ۳۶°۳۰′۴۲″شمالی ۵۶°۰۱′۰۱″شرقی / ۳۶٫۵۱۱۸°شمالی ۵۶٫۰۱۷۰°شرقی |        | ۱۲۹۰ |
| بقک                  | ۳۶°۳۶′۲۶″شمالی ۵۶°۴۰′۵۱″شرقی / ۳۶٫۶۰۷۳°شمالی ۵۶٫۶۸۰۸°شرقی |        | ۱۲۹۱ |
| بلندی قریب           | ۳۷°۰۲′۰۲″شمالی ۵۵°۳۹′۰۲″شرقی / ۳۷٫۰۳۳۹°شمالی ۵۵٫۶۵۰۶°شرقی |        | ۱۲۹۲ |
| بن گل                | ۳۶°۱۹′۳۰″شمالی ۵۵°۳۶′۵۷″شرقی / ۳۶٫۳۲۵۰°شمالی ۵۵٫۶۱۵۸°شرقی |        | ۱۲۹۳ |
| بهربر                | ۳۶°۳۳′۳۳″شمالی ۵۶°۵۱′۱۰″شرقی / ۳۶٫۵۵۹۳°شمالی ۵۶٫۸۵۲۸°شرقی |        | ۱۲۹۴ |
| بوقوتو               | ۳۷°۰۳′۱۴″شمالی ۵۵°۳۶′۲۱″شرقی / ۳۷٫۰۵۳۹°شمالی ۵۵٫۶۰۵۸°شرقی |        | ۱۲۹۵ |
| بی غیرت              | ۳۶°۵۲′۰۹″شمالی ۵۶°۱۲′۱۲″شرقی / ۳۶٫۸۶۹۱°شمالی ۵۶٫۲۰۳۲°شرقی |        | ۱۲۹۶ |
| بیدها                | ۳۶°۳۰′۲۴″شمالی ۵۶°۰۱′۳۶″شرقی / ۳۶٫۵۰۶۷°شمالی ۵۶٫۰۲۶۷°شرقی |        | ۱۲۹۷ |
| پشته خانه خدا        | ۳۶°۴۸′۱۹″شمالی ۵۵°۵۵′۵۴″شرقی / ۳۶٫۸۰۵۴°شمالی ۵۵٫۹۳۱۶°شرقی |        | ۱۲۹۸ |
| پلنگی                | ۳۶°۳۲′۲۸″شمالی ۵۶°۲۸′۳۶″شرقی / ۳۶٫۵۴۱۰°شمالی ۵۶٫۴۷۶۷°شرقی |        | ۱۲۹۹ |
| پوزه میرحاج          | ۳۶°۴۰′۲۰″شمالی ۵۶°۳۸′۱۰″شرقی / ۳۶٫۶۷۲۲°شمالی ۵۶٫۶۳۶۱°شرقی |        | ۱۳۰۰ |
| پوزه میرحاج          | ۳۶°۴۰′۰۴″شمالی ۵۶°۳۷′۰۹″شرقی / ۳۶٫۶۶۷۷°شمالی ۵۶٫۶۱۹۳°شرقی |        | ۱۳۰۱ |
| پیغمبرگوروننن        | ۳۶°۵۸′۰۷″شمالی ۵۵°۳۹′۰۵″شرقی / ۳۶٫۹۶۸۷°شمالی ۵۵٫۶۵۱۴°شرقی |        | ۱۳۰۲ |
| تاترالی              | ۳۷°۰۵′۵۰″شمالی ۵۵°۴۹′۰۳″شرقی / ۳۷٫۰۹۷۱°شمالی ۵۵٫۸۱۷۵°شرقی |        | ۱۳۰۳ |
| تاقو                 | ۳۶°۴۶′۳۵″شمالی ۵۵°۳۸′۳۷″شرقی / ۳۶٫۷۷۶۳°شمالی ۵۵٫۶۴۳۷°شرقی |        | ۱۳۰۴ |
| تالار                | ۳۶°۱۷′۱۳″شمالی ۵۵°۳۲′۲۹″شرقی / ۳۶٫۲۸۷۰°شمالی ۵۵٫۵۴۱۴°شرقی |        | ۱۳۰۵ |
| تخت باباعبدل         | ۳۶°۱۹′۴۷″شمالی ۵۵°۳۰′۳۲″شرقی / ۳۶٫۳۲۹۶°شمالی ۵۵٫۵۰۸۹°شرقی |        | ۱۳۰۶ |
| تخت غار              | ۳۶°۱۹′۰۳″شمالی ۵۵°۳۱′۵۹″شرقی / ۳۶٫۳۱۷۶°شمالی ۵۵٫۵۳۳۰°شرقی |        | ۱۳۰۷ |
| تخت کاظم بیک         | ۳۶°۵۰′۵۱″شمالی ۵۶°۰۴′۵۵″شرقی / ۳۶٫۸۴۷۴°شمالی ۵۶٫۰۸۱۹°شرقی |        | ۱۳۰۸ |
| تخت مس               | ۳۶°۵۸′۳۹″شمالی ۵۵°۴۲′۱۵″شرقی / ۳۶٫۹۷۷۴°شمالی ۵۵٫۷۰۴۳°شرقی |        | ۱۳۰۹ |
| تخت میان             | ۳۶°۱۸′۲۲″شمالی ۵۵°۳۱′۳۶″شرقی / ۳۶٫۳۰۶۰°شمالی ۵۵٫۵۲۶۶°شرقی |        | ۱۳۱۰ |
| تخت میان             | ۳۶°۱۶′۰۶″شمالی ۵۵°۳۱′۳۰″شرقی / ۳۶٫۲۶۸۳°شمالی ۵۵٫۵۲۴۹°شرقی |        | ۱۳۱۱ |
| تکو                  | ۳۷°۰۸′۵۱″شمالی ۵۵°۴۰′۱۳″شرقی / ۳۷٫۱۴۷۶°شمالی ۵۵٫۶۷۰۴°شرقی |        | ۱۳۱۲ |
| تماشاگر              | ۳۷°۱۸′۵۶″شمالی ۵۵°۴۹′۰۸″شرقی / ۳۷٫۳۱۵۶°شمالی ۵۵٫۸۱۸۹°شرقی |        | ۱۳۱۳ |
| تنگه                 | ۳۶°۲۰′۱۱″شمالی ۵۵°۳۶′۳۰″شرقی / ۳۶٫۳۳۶۵°شمالی ۵۵٫۶۰۸۳°شرقی |        | ۱۳۱۴ |
| تودر                 | ۳۶°۲۱′۱۸″شمالی ۵۵°۴۰′۴۳″شرقی / ۳۶٫۳۵۵۰°شمالی ۵۵٫۶۷۸۶°شرقی |        | ۱۳۱۵ |
| توک حاج صفر          | ۳۶°۵۳′۲۵″شمالی ۵۵°۵۷′۲۴″شرقی / ۳۶٫۸۹۰۳°شمالی ۵۵٫۹۵۶۷°شرقی |        | ۱۳۱۶ |
| تیغ گندآو            | ۳۷°۰۲′۲۹″شمالی ۵۵°۵۸′۵۵″شرقی / ۳۷٫۰۴۱۴°شمالی ۵۵٫۹۸۱۹°شرقی |        | ۱۳۱۷ |
| تیغه چاه هون         | ۳۶°۲۲′۴۷″شمالی ۵۶°۰۶′۴۲″شرقی / ۳۶٫۳۷۹۷°شمالی ۵۶٫۱۱۱۷°شرقی |        | ۱۳۱۸ |
| تیغه‌های اولنگ        | ۳۶°۵۳′۰۴″شمالی ۵۵°۵۴′۲۴″شرقی / ۳۶٫۸۸۴۴°شمالی ۵۵٫۹۰۶۷°شرقی |        | ۱۳۱۹ |
| جعفری                | ۳۶°۵۰′۴۵″شمالی ۵۵°۵۷′۱۵″شرقی / ۳۶٫۸۴۵۷°شمالی ۵۵٫۹۵۴۲°شرقی |        | ۱۳۲۰ |
| جوزبان               | ۳۶°۳۰′۴۳″شمالی ۵۶°۰۲′۵۶″شرقی / ۳۶٫۵۱۲۰°شمالی ۵۶٫۰۴۸۹°شرقی |        | ۱۳۲۱ |
| چاه ترکمنی           | ۳۶°۲۴′۳۵″شمالی ۵۶°۱۵′۳۷″شرقی / ۳۶٫۴۰۹۷°شمالی ۵۶٫۲۶۰۳°شرقی |        | ۱۳۲۲ |
| چاه ترکمنی           | ۳۶°۲۴′۳۸″شمالی ۵۶°۱۴′۴۶″شرقی / ۳۶٫۴۱۰۵°شمالی ۵۶٫۲۴۶۲°شرقی |        | ۱۳۲۳ |
| چاه خوردو            | ۳۶°۳۱′۱۲″شمالی ۵۶°۱۵′۴۹″شرقی / ۳۶٫۵۲۰۰°شمالی ۵۶٫۲۶۳۵°شرقی |        | ۱۳۲۴ |
| چاه خوردو            | ۳۶°۳۰′۵۲″شمالی ۵۶°۱۴′۳۱″شرقی / ۳۶٫۵۱۴۴°شمالی ۵۶٫۲۴۲۰°شرقی |        | ۱۳۲۵ |
| چاه شور              | ۳۶°۳۰′۱۸″شمالی ۵۶°۱۱′۴۲″شرقی / ۳۶٫۵۰۵۰°شمالی ۵۶٫۱۹۵۱°شرقی |        | ۱۳۲۶ |
| چاه شور              | ۳۶°۲۹′۴۲″شمالی ۵۶°۱۱′۱۶″شرقی / ۳۶٫۴۹۵۰°شمالی ۵۶٫۱۸۷۷°شرقی |        | ۱۳۲۷ |
| چاه کومه             | ۳۶°۳۲′۵۲″شمالی ۵۶°۱۶′۲۰″شرقی / ۳۶٫۵۴۷۹°شمالی ۵۶٫۲۷۲۱°شرقی |        | ۱۳۲۸ |
| چاهدر                | ۳۶°۲۳′۳۴″شمالی ۵۶°۴۰′۵۴″شرقی / ۳۶٫۳۹۲۹°شمالی ۵۶٫۶۸۱۷°شرقی |        | ۱۳۲۹ |
| چشمه بسیار           | ۳۶°۳۱′۱۸″شمالی ۵۶°۰۶′۰۴″شرقی / ۳۶٫۵۲۱۷°شمالی ۵۶٫۱۰۱۲°شرقی |        | ۱۳۳۰ |
| چشمه سرخ             | ۳۶°۲۹′۲۳″شمالی ۵۶°۰۹′۱۰″شرقی / ۳۶٫۴۸۹۷°شمالی ۵۶٫۱۵۲۹°شرقی |        | ۱۳۳۱ |
| چشمه عبدالله         | ۳۶°۵۰′۲۱″شمالی ۵۵°۳۹′۴۵″شرقی / ۳۶٫۸۳۹۳°شمالی ۵۵٫۶۶۲۶°شرقی |        | ۱۳۳۲ |
| چند پیرمرد           | ۳۶°۳۵′۱۳″شمالی ۵۶°۴۳′۴۴″شرقی / ۳۶٫۵۸۶۹°شمالی ۵۶٫۷۲۸۹°شرقی |        | ۱۳۳۳ |
| چندلک                | ۳۶°۱۷′۱۱″شمالی ۵۵°۲۵′۲۴″شرقی / ۳۶٫۲۸۶۴°شمالی ۵۵٫۴۲۳۳°شرقی |        | ۱۳۳۴ |
| چیل روسها            | ۳۶°۲۷′۲۲″شمالی ۵۵°۵۹′۳۵″شرقی / ۳۶٫۴۵۶۲°شمالی ۵۵٫۹۹۳۱°شرقی |        | ۱۳۳۵ |
| چیل گاه              | ۳۶°۵۶′۳۴″شمالی ۵۵°۳۴′۴۰″شرقی / ۳۶٫۹۴۲۸°شمالی ۵۵٫۵۷۷۸°شرقی |        | ۱۳۳۶ |
| حسینعلی پران         | ۳۶°۴۷′۲۵″شمالی ۵۵°۵۴′۲۸″شرقی / ۳۶٫۷۹۰۴°شمالی ۵۵٫۹۰۷۹°شرقی |        | ۱۳۳۷ |
| خالدارخان            | ۳۷°۰۴′۴۳″شمالی ۵۵°۴۲′۲۶″شرقی / ۳۷٫۰۷۸۵°شمالی ۵۵٫۷۰۷۱°شرقی |        | ۱۳۳۸ |
| خان ملی              | ۳۷°۰۰′۳۸″شمالی ۵۵°۵۱′۲۲″شرقی / ۳۷٫۰۱۰۶°شمالی ۵۵٫۸۵۶۱°شرقی |        | ۱۳۳۹ |
| خانه خدا             | ۳۶°۳۱′۱۲″شمالی ۵۶°۱۰′۴۲″شرقی / ۳۶٫۵۲۰۱°شمالی ۵۶٫۱۷۸۳°شرقی |        | ۱۳۴۰ |
| خرد                  | ۳۶°۴۸′۱۷″شمالی ۵۵°۵۸′۴۴″شرقی / ۳۶٫۸۰۴۷°شمالی ۵۵٫۹۷۹۰°شرقی |        | ۱۳۴۱ |
| خرواربند             | ۳۶°۲۳′۵۴″شمالی ۵۵°۴۵′۰۳″شرقی / ۳۶٫۳۹۸۲°شمالی ۵۵٫۷۵۰۹°شرقی |        | ۱۳۴۲ |
| خرواربند             | ۳۶°۲۳′۱۶″شمالی ۵۵°۴۴′۱۸″شرقی / ۳۶٫۳۸۷۹°شمالی ۵۵٫۷۳۸۳°شرقی |        | ۱۳۴۳ |
| خمی                  | ۳۶°۴۹′۵۳″شمالی ۵۶°۰۰′۴۹″شرقی / ۳۶٫۸۳۱۳°شمالی ۵۶٫۰۱۳۷°شرقی |        | ۱۳۴۴ |
| خواجه قنبر           | ۳۷°۰۵′۵۲″شمالی ۵۵°۳۸′۱۹″شرقی / ۳۷٫۰۹۷۸°شمالی ۵۵٫۶۳۸۷°شرقی |        | ۱۳۴۵ |
| خونی                 | ۳۶°۴۰′۴۰″شمالی ۵۶°۴۵′۴۳″شرقی / ۳۶٫۶۷۷۹°شمالی ۵۶٫۷۶۱۹°شرقی |        | ۱۳۴۶ |
| خونی جه              | ۳۶°۴۹′۲۱″شمالی ۵۵°۳۶′۱۲″شرقی / ۳۶٫۸۲۲۶°شمالی ۵۵٫۶۰۳۳°شرقی |        | ۱۳۴۷ |
| خونی جه              | ۳۶°۵۱′۲۰″شمالی ۵۵°۳۸′۵۵″شرقی / ۳۶٫۸۵۵۵°شمالی ۵۵٫۶۴۸۷°شرقی |        | ۱۳۴۸ |
| دانیال               | ۳۷°۱۱′۳۰″شمالی ۵۵°۵۴′۲۲″شرقی / ۳۷٫۱۹۱۷°شمالی ۵۵٫۹۰۶۰°شرقی |        | ۱۳۴۹ |
| درخت انجیر           | ۳۶°۲۴′۱۹″شمالی ۵۶°۲۱′۲۸″شرقی / ۳۶٫۴۰۵۲°شمالی ۵۶٫۳۵۷۷°شرقی |        | ۱۳۵۰ |
| درخت بید             | ۳۶°۴۱′۴۵″شمالی ۵۶°۴۱′۲۸″شرقی / ۳۶٫۶۹۵۷°شمالی ۵۶٫۶۹۱۲°شرقی |        | ۱۳۵۱ |
| درخت توت             | ۳۶°۲۸′۴۵″شمالی ۵۶°۲۲′۳۵″شرقی / ۳۶٫۴۷۹۲°شمالی ۵۶٫۳۷۶۳°شرقی |        | ۱۳۵۲ |
| دل خاتون             | ۳۶°۵۳′۳۲″شمالی ۵۵°۳۶′۳۵″شرقی / ۳۶٫۸۹۲۱°شمالی ۵۵٫۶۰۹۶°شرقی |        | ۱۳۵۳ |
| دهن شیر              | ۳۶°۳۶′۵۸″شمالی ۵۶°۴۱′۲۶″شرقی / ۳۶٫۶۱۶۰°شمالی ۵۶٫۶۹۰۶°شرقی |        | ۱۳۵۴ |
| دوکوهه               | ۳۷°۰۵′۱۶″شمالی ۵۵°۵۵′۵۱″شرقی / ۳۷٫۰۸۷۸°شمالی ۵۵٫۹۳۰۷°شرقی |        | ۱۳۵۵ |
| دوکوهه               | ۳۷°۰۸′۰۹″شمالی ۵۵°۵۶′۳۷″شرقی / ۳۷٫۱۳۵۹°شمالی ۵۵٫۹۴۳۵°شرقی |        | ۱۳۵۶ |
| ذوالفقارخان          | ۳۷°۰۴′۴۰″شمالی ۵۵°۳۷′۵۸″شرقی / ۳۷٫۰۷۷۹°شمالی ۵۵٫۶۳۲۹°شرقی |        | ۱۳۵۷ |
| رحیم آباد            | ۳۶°۴۰′۳۰″شمالی ۵۶°۴۳′۲۰″شرقی / ۳۶٫۶۷۴۹°شمالی ۵۶٫۷۲۲۳°شرقی |        | ۱۳۵۸ |
| رفوکرکو              | ۳۶°۱۶′۳۳″شمالی ۵۵°۲۷′۲۰″شرقی / ۳۶٫۲۷۵۹°شمالی ۵۵٫۴۵۵۶°شرقی |        | ۱۳۵۹ |
| ریز                  | ۳۶°۴۶′۵۱″شمالی ۵۵°۵۱′۳۳″شرقی / ۳۶٫۷۸۰۸°شمالی ۵۵٫۸۵۹۱°شرقی |        | ۱۳۶۰ |
| زرد                  | ۳۶°۳۰′۴۰″شمالی ۵۶°۲۸′۱۷″شرقی / ۳۶٫۵۱۱۰°شمالی ۵۶٫۴۷۱۴°شرقی |        | ۱۳۶۱ |
| زرد                  | ۳۶°۲۷′۳۴″شمالی ۵۶°۳۲′۰۷″شرقی / ۳۶٫۴۵۹۴°شمالی ۵۶٫۵۳۵۲°شرقی |        | ۱۳۶۲ |
| زرد                  | ۳۶°۲۷′۲۰″شمالی ۵۵°۵۸′۱۵″شرقی / ۳۶٫۴۵۵۵°شمالی ۵۵٫۹۷۰۷°شرقی |        | ۱۳۶۳ |
| زرشکی                | ۳۶°۴۹′۲۲″شمالی ۵۵°۵۶′۵۷″شرقی / ۳۶٫۸۲۲۷°شمالی ۵۵٫۹۴۹۳°شرقی |        | ۱۳۶۴ |
| زیارتگاه             | ۳۶°۳۴′۰۴″شمالی ۵۶°۳۳′۱۳″شرقی / ۳۶٫۵۶۷۸°شمالی ۵۶٫۵۵۳۶°شرقی |        | ۱۳۶۵ |
| زیرکب                | ۳۷°۰۴′۲۳″شمالی ۵۵°۳۶′۵۱″شرقی / ۳۷٫۰۷۳۱°شمالی ۵۵٫۶۱۴۳°شرقی |        | ۱۳۶۶ |
| زیروان               | ۳۶°۵۸′۰۳″شمالی ۵۵°۳۶′۱۹″شرقی / ۳۶٫۹۶۷۴°شمالی ۵۵٫۶۰۵۴°شرقی |        | ۱۳۶۷ |
| زینل اوت برن         | ۳۶°۵۷′۴۷″شمالی ۵۵°۳۷′۳۴″شرقی / ۳۶٫۹۶۳۰°شمالی ۵۵٫۶۲۶۰°شرقی |        | ۱۳۶۸ |
| زینل اوت برن         | ۳۶°۵۷′۵۳″شمالی ۵۵°۳۷′۱۷″شرقی / ۳۶٫۹۶۴۷°شمالی ۵۵٫۶۲۱۳°شرقی |        | ۱۳۶۹ |
| ساران                | ۳۶°۲۰′۵۱″شمالی ۵۵°۳۶′۳۴″شرقی / ۳۶٫۳۴۷۶°شمالی ۵۵٫۶۰۹۴°شرقی |        | ۱۳۷۰ |
| ساس چشمه             | ۳۷°۱۲′۵۹″شمالی ۵۵°۵۰′۱۳″شرقی / ۳۷٫۲۱۶۵°شمالی ۵۵٫۸۳۶۹°شرقی |        | ۱۳۷۱ |
| سبزی                 | ۳۶°۴۸′۵۳″شمالی ۵۵°۵۴′۰۱″شرقی / ۳۶٫۸۱۴۸°شمالی ۵۵٫۹۰۰۴°شرقی |        | ۱۳۷۲ |
| سرتخت                | ۳۷°۰۵′۲۰″شمالی ۵۵°۴۰′۳۸″شرقی / ۳۷٫۰۸۸۹°شمالی ۵۵٫۶۷۷۲°شرقی |        | ۱۳۷۳ |
| سرتخت علاقه بند      | ۳۶°۳۳′۵۴″شمالی ۵۶°۵۱′۴۰″شرقی / ۳۶٫۵۶۵۱°شمالی ۵۶٫۸۶۱۱°شرقی |        | ۱۳۷۴ |
| سرخ کوه              | ۳۶°۵۴′۲۷″شمالی ۵۵°۴۶′۴۲″شرقی / ۳۶٫۹۰۷۵°شمالی ۵۵٫۷۷۸۴°شرقی |        | ۱۳۷۵ |
| سرخ کوه              | ۳۶°۵۳′۱۵″شمالی ۵۵°۴۴′۲۵″شرقی / ۳۶٫۸۸۷۶°شمالی ۵۵٫۷۴۰۴°شرقی |        | ۱۳۷۶ |
| سفه                  | ۳۶°۲۸′۵۱″شمالی ۵۵°۵۷′۳۵″شرقی / ۳۶٫۴۸۰۸°شمالی ۵۵٫۹۵۹۶°شرقی |        | ۱۳۷۷ |
| سفید                 | ۳۶°۳۶′۵۹″شمالی ۵۶°۴۴′۳۹″شرقی / ۳۶٫۶۱۶۳°شمالی ۵۶٫۷۴۴۳°شرقی |        | ۱۳۷۸ |
| سفید                 | ۳۶°۲۱′۵۹″شمالی ۵۶°۲۵′۰۷″شرقی / ۳۶٫۳۶۶۵°شمالی ۵۶٫۴۱۸۷°شرقی |        | ۱۳۷۹ |
| سنجوان               | ۳۶°۱۶′۲۰″شمالی ۵۵°۲۹′۲۷″شرقی / ۳۶٫۲۷۲۲°شمالی ۵۵٫۴۹۰۷°شرقی |        | ۱۳۸۰ |
| سنگ آبدر             | ۳۶°۲۲′۴۰″شمالی ۵۵°۴۱′۱۳″شرقی / ۳۶٫۳۷۷۸°شمالی ۵۵٫۶۸۶۹°شرقی |        | ۱۳۸۱ |
| سنگ سوراخ            | ۳۶°۵۹′۵۸″شمالی ۵۵°۵۳′۵۳″شرقی / ۳۶٫۹۹۹۵°شمالی ۵۵٫۸۹۸۰°شرقی |        | ۱۳۸۲ |
| سه پشته              | ۳۶°۵۰′۰۸″شمالی ۵۶°۰۲′۳۴″شرقی / ۳۶٫۸۳۵۶°شمالی ۵۶٫۰۴۲۷°شرقی |        | ۱۳۸۳ |
| سوخته کوه            | ۳۶°۴۳′۳۸″شمالی ۵۵°۳۳′۳۱″شرقی / ۳۶٫۷۲۷۲°شمالی ۵۵٫۵۵۸۶°شرقی |        | ۱۳۸۴ |
| سوره گرده            | ۳۶°۵۱′۱۲″شمالی ۵۵°۳۴′۵۰″شرقی / ۳۶٫۸۵۳۳°شمالی ۵۵٫۵۸۰۵°شرقی |        | ۱۳۸۵ |
| سوزو                 | ۳۶°۳۱′۴۵″شمالی ۵۶°۰۸′۵۱″شرقی / ۳۶٫۵۲۹۱°شمالی ۵۶٫۱۴۷۵°شرقی |        | ۱۳۸۶ |
| سیاه                 | ۳۶°۲۹′۲۵″شمالی ۵۵°۵۹′۲۵″شرقی / ۳۶٫۴۹۰۴°شمالی ۵۵٫۹۹۰۲°شرقی |        | ۱۳۸۷ |
| سیاه                 | ۳۶°۵۰′۴۸″شمالی ۵۶°۱۲′۴۳″شرقی / ۳۶٫۸۴۶۶°شمالی ۵۶٫۲۱۱۹°شرقی |        | ۱۳۸۸ |
| سیاه کوه             | ۳۶°۱۸′۴۲″شمالی ۵۶°۱۰′۲۷″شرقی / ۳۶٫۳۱۱۸°شمالی ۵۶٫۱۷۴۱°شرقی |        | ۱۳۸۹ |
| سیاه کوه             | ۳۶°۴۴′۵۸″شمالی ۵۵°۴۹′۳۹″شرقی / ۳۶٫۷۴۹۴°شمالی ۵۵٫۸۲۷۶°شرقی |        | ۱۳۹۰ |
| سیاه کوه             | ۳۶°۴۵′۱۲″شمالی ۵۵°۴۹′۵۶″شرقی / ۳۶٫۷۵۳۲°شمالی ۵۵٫۸۳۲۱°شرقی |        | ۱۳۹۱ |
| سیاه کوه             | ۳۶°۴۹′۳۲″شمالی ۵۶°۰۶′۲۹″شرقی / ۳۶٫۸۲۵۶°شمالی ۵۶٫۱۰۸۱°شرقی |        | ۱۳۹۲ |
| سیاه کوه             | ۳۶°۴۹′۵۴″شمالی ۵۶°۰۸′۳۴″شرقی / ۳۶٫۸۳۱۶°شمالی ۵۶٫۱۴۲۹°شرقی |        | ۱۳۹۳ |
| سیدبابا              | ۳۶°۳۲′۵۷″شمالی ۵۶°۵۰′۱۲″شرقی / ۳۶٫۵۴۹۲°شمالی ۵۶٫۸۳۶۶°شرقی |        | ۱۳۹۴ |
| سینه چاله گو         | ۳۶°۵۸′۲۹″شمالی ۵۵°۴۷′۱۷″شرقی / ۳۶٫۹۷۴۶°شمالی ۵۵٫۷۸۸۱°شرقی |        | ۱۳۹۵ |
| شادمان               | ۳۶°۳۸′۳۹″شمالی ۵۶°۴۵′۲۱″شرقی / ۳۶٫۶۴۴۲°شمالی ۵۶٫۷۵۵۸°شرقی |        | ۱۳۹۶ |
| شادمان               | ۳۶°۳۸′۲۳″شمالی ۵۶°۴۴′۴۸″شرقی / ۳۶٫۶۳۹۷°شمالی ۵۶٫۷۴۶۶°شرقی |        | ۱۳۹۷ |
| شاملی                | ۳۶°۳۰′۰۹″شمالی ۵۶°۰۴′۱۵″شرقی / ۳۶٫۵۰۲۴°شمالی ۵۶٫۰۷۰۸°شرقی |        | ۱۳۹۸ |
| شتر                  | ۳۶°۳۵′۰۵″شمالی ۵۶°۴۶′۱۵″شرقی / ۳۶٫۵۸۴۸°شمالی ۵۶٫۷۷۰۸°شرقی |        | ۱۳۹۹ |
| شترراه               | ۳۶°۴۸′۲۲″شمالی ۵۵°۳۱′۵۴″شرقی / ۳۶٫۸۰۶۰°شمالی ۵۵٫۵۳۱۶°شرقی |        | ۱۴۰۰ |
| شعبان                | ۳۶°۵۱′۰۶″شمالی ۵۵°۵۴′۴۹″شرقی / ۳۶٫۸۵۱۷°شمالی ۵۵٫۹۱۳۵°شرقی |        | ۱۴۰۱ |
| شکسته حمام           | ۳۶°۲۴′۳۰″شمالی ۵۶°۱۷′۵۶″شرقی / ۳۶٫۴۰۸۳°شمالی ۵۶٫۲۹۸۸°شرقی |        | ۱۴۰۲ |
| شیرین چشمه           | ۳۶°۵۱′۴۰″شمالی ۵۶°۱۰′۰۳″شرقی / ۳۶٫۸۶۱۲°شمالی ۵۶٫۱۶۷۴°شرقی |        | ۱۴۰۳ |
| طبق سر               | ۳۶°۲۱′۳۹″شمالی ۵۵°۵۸′۵۶″شرقی / ۳۶٫۳۶۰۷°شمالی ۵۵٫۹۸۲۱°شرقی |        | ۱۴۰۴ |
| عباس قلی خان         | ۳۷°۰۶′۱۱″شمالی ۵۵°۵۰′۱۱″شرقی / ۳۷٫۱۰۳۱°شمالی ۵۵٫۸۳۶۳°شرقی |        | ۱۴۰۵ |
| عرب                  | ۳۶°۳۳′۲۲″شمالی ۵۶°۲۷′۲۴″شرقی / ۳۶٫۵۵۶۱°شمالی ۵۶٫۴۵۶۸°شرقی |        | ۱۴۰۶ |
| عرب ایلن             | ۳۷°۰۵′۰۷″شمالی ۵۵°۵۱′۳۵″شرقی / ۳۷٫۰۸۵۴°شمالی ۵۵٫۸۵۹۷°شرقی |        | ۱۴۰۷ |
| قاقلی                | ۳۶°۳۶′۲۴″شمالی ۵۶°۴۱′۳۹″شرقی / ۳۶٫۶۰۶۶°شمالی ۵۶٫۶۹۴۳°شرقی |        | ۱۴۰۸ |
| قال کلاغ             | ۳۶°۲۳′۴۴″شمالی ۵۶°۳۶′۵۳″شرقی / ۳۶٫۳۹۵۶°شمالی ۵۶٫۶۱۴۷°شرقی |        | ۱۴۰۹ |
| قبل                  | ۳۶°۵۴′۱۹″شمالی ۵۵°۳۵′۱۵″شرقی / ۳۶٫۹۰۵۳°شمالی ۵۵٫۵۸۷۵°شرقی |        | ۱۴۱۰ |
| قبله                 | ۳۶°۲۰′۱۰″شمالی ۵۵°۳۷′۱۳″شرقی / ۳۶٫۳۳۶۲°شمالی ۵۵٫۶۲۰۲°شرقی |        | ۱۴۱۱ |
| قبله                 | ۳۶°۲۱′۱۱″شمالی ۵۵°۳۸′۳۷″شرقی / ۳۶٫۳۵۳۱°شمالی ۵۵٫۶۴۳۵°شرقی |        | ۱۴۱۲ |
| قراول خانه           | ۳۷°۰۱′۱۸″شمالی ۵۵°۵۰′۲۳″شرقی / ۳۷٫۰۲۱۸°شمالی ۵۵٫۸۳۹۷°شرقی |        | ۱۴۱۳ |
| قرچقین               | ۳۶°۴۰′۱۷″شمالی ۵۶°۴۱′۰۵″شرقی / ۳۶٫۶۷۱۵°شمالی ۵۶٫۶۸۴۸°شرقی |        | ۱۴۱۴ |
| قرمزتپه              | ۳۷°۰۳′۵۵″شمالی ۵۵°۴۴′۰۶″شرقی / ۳۷٫۰۶۵۳°شمالی ۵۵٫۷۳۵۰°شرقی |        | ۱۴۱۵ |
| قرمزتپه              | ۳۷°۰۳′۴۲″شمالی ۵۵°۴۵′۳۲″شرقی / ۳۷٫۰۶۱۸°شمالی ۵۵٫۷۵۸۹°شرقی |        | ۱۴۱۶ |
| قره آق چشمه          | ۳۷°۰۵′۱۵″شمالی ۵۵°۵۷′۳۲″شرقی / ۳۷٫۰۸۷۴°شمالی ۵۵٫۹۵۸۸°شرقی |        | ۱۴۱۷ |
| قره عبدل             | ۳۷°۰۴′۲۱″شمالی ۵۶°۰۱′۲۷″شرقی / ۳۷٫۰۷۲۴°شمالی ۵۶٫۰۲۴۳°شرقی |        | ۱۴۱۸ |
| قره قز               | ۳۷°۰۰′۵۳″شمالی ۵۵°۴۷′۱۰″شرقی / ۳۷٫۰۱۴۷°شمالی ۵۵٫۷۸۶۱°شرقی |        | ۱۴۱۹ |
| قره گرده             | ۳۶°۵۰′۴۱″شمالی ۵۵°۳۳′۲۶″شرقی / ۳۶٫۸۴۴۷°شمالی ۵۵٫۵۵۷۳°شرقی |        | ۱۴۲۰ |
| قره مستعلی           | ۳۶°۱۵′۵۰″شمالی ۵۵°۳۰′۱۸″شرقی / ۳۶٫۲۶۳۸°شمالی ۵۵٫۵۰۴۹°شرقی |        | ۱۴۲۱ |
| قل قل نو             | ۳۶°۲۳′۳۲″شمالی ۵۶°۱۸′۴۵″شرقی / ۳۶٫۳۹۲۲°شمالی ۵۶٫۳۱۲۶°شرقی |        | ۱۴۲۲ |
| قلعه جق              | ۳۶°۵۹′۱۴″شمالی ۵۵°۴۹′۴۶″شرقی / ۳۶٫۹۸۷۳°شمالی ۵۵٫۸۲۹۴°شرقی |        | ۱۴۲۳ |
| قلعه خرابه           | ۳۶°۵۰′۴۶″شمالی ۵۵°۵۹′۱۷″شرقی / ۳۶٫۸۴۶۱°شمالی ۵۵٫۹۸۸۱°شرقی |        | ۱۴۲۴ |
| قلعه قنات            | ۳۶°۱۹′۴۴″شمالی ۵۵°۲۶′۴۳″شرقی / ۳۶٫۳۲۸۸°شمالی ۵۵٫۴۴۵۲°شرقی |        | ۱۴۲۵ |
| قلعه نو              | ۳۷°۱۳′۳۷″شمالی ۵۵°۴۳′۵۹″شرقی / ۳۷٫۲۲۶۹°شمالی ۵۵٫۷۳۳۰°شرقی |        | ۱۴۲۶ |
| قلعه ورخانه          | ۳۶°۲۱′۴۹″شمالی ۵۵°۳۱′۲۳″شرقی / ۳۶٫۳۶۳۶°شمالی ۵۵٫۵۲۳۱°شرقی |        | ۱۴۲۷ |
| قلندرسر              | ۳۶°۵۰′۳۸″شمالی ۵۵°۴۲′۳۰″شرقی / ۳۶٫۸۴۳۸°شمالی ۵۵٫۷۰۸۳°شرقی |        | ۱۴۲۸ |
| قلندرسر              | ۳۶°۴۸′۰۴″شمالی ۵۵°۳۹′۱۴″شرقی / ۳۶٫۸۰۱۱°شمالی ۵۵٫۶۵۴۰°شرقی |        | ۱۴۲۹ |
| قلندرسر              | ۳۶°۵۲′۲۳″شمالی ۵۵°۴۵′۱۰″شرقی / ۳۶٫۸۷۳۰°شمالی ۵۵٫۷۵۲۹°شرقی |        | ۱۴۳۰ |
| قله اقانی            | ۳۶°۲۲′۳۷″شمالی ۵۵°۳۵′۳۵″شرقی / ۳۶٫۳۷۷۰°شمالی ۵۵٫۵۹۳۱°شرقی |        | ۱۴۳۱ |
| قله انجیلی           | ۳۶°۳۱′۴۲″شمالی ۵۶°۲۸′۱۴″شرقی / ۳۶٫۵۲۸۴°شمالی ۵۶٫۴۷۰۵°شرقی |        | ۱۴۳۲ |
| قله چغندرسر          | ۳۶°۱۹′۲۶″شمالی ۵۶°۱۳′۳۳″شرقی / ۳۶٫۳۲۳۸°شمالی ۵۶٫۲۲۵۷°شرقی |        | ۱۴۳۳ |
| قله حاج حسین         | ۳۶°۱۸′۵۹″شمالی ۵۶°۰۶′۰۶″شرقی / ۳۶٫۳۱۶۳°شمالی ۵۶٫۱۰۱۶°شرقی |        | ۱۴۳۴ |
| قله حوض              | ۳۶°۳۱′۵۴″شمالی ۵۶°۳۰′۰۸″شرقی / ۳۶٫۵۳۱۸°شمالی ۵۶٫۵۰۲۳°شرقی |        | ۱۴۳۵ |
| قله دوبرار           | ۳۶°۱۹′۲۰″شمالی ۵۶°۱۰′۴۷″شرقی / ۳۶٫۳۲۲۳°شمالی ۵۶٫۱۷۹۸°شرقی |        | ۱۴۳۶ |
| قله سمبالو           | ۳۶°۲۳′۱۸″شمالی ۵۵°۳۶′۳۹″شرقی / ۳۶٫۳۸۸۳°شمالی ۵۵٫۶۱۰۷°شرقی |        | ۱۴۳۷ |
| قله سوخته در         | ۳۶°۳۲′۴۷″شمالی ۵۶°۳۲′۳۰″شرقی / ۳۶٫۵۴۶۵°شمالی ۵۶٫۵۴۱۷°شرقی |        | ۱۴۳۸ |
| قله سیاه             | ۳۶°۳۴′۰۴″شمالی ۵۶°۲۴′۰۳″شرقی / ۳۶٫۵۶۷۸°شمالی ۵۶٫۴۰۰۷°شرقی |        | ۱۴۳۹ |
| قله شکرچاه           | ۳۶°۱۷′۵۱″شمالی ۵۵°۲۰′۲۱″شرقی / ۳۶٫۲۹۷۵°شمالی ۵۵٫۳۳۹۳°شرقی |        | ۱۴۴۰ |
| قله شیرماهار         | ۳۶°۱۸′۱۵″شمالی ۵۵°۳۴′۵۶″شرقی / ۳۶٫۳۰۴۱°شمالی ۵۵٫۵۸۲۳°شرقی |        | ۱۴۴۱ |
| قله قره قبل          | ۳۷°۱۱′۰۳″شمالی ۵۵°۵۶′۲۰″شرقی / ۳۷٫۱۸۴۳°شمالی ۵۵٫۹۳۸۸°شرقی |        | ۱۴۴۲ |
| قله مندیلی           | ۳۶°۳۳′۱۹″شمالی ۵۶°۲۹′۳۳″شرقی / ۳۶٫۵۵۵۴°شمالی ۵۶٫۴۹۲۶°شرقی |        | ۱۴۴۳ |
| قله‌های دوبرار        | ۳۶°۱۷′۲۰″شمالی ۵۵°۴۲′۱۷″شرقی / ۳۶٫۲۸۸۹°شمالی ۵۵٫۷۰۴۸°شرقی |        | ۱۴۴۴ |
| قله یعقوب خانی       | ۳۶°۲۱′۴۸″شمالی ۵۵°۴۴′۱۸″شرقی / ۳۶٫۳۶۳۳°شمالی ۵۵٫۷۳۸۲°شرقی |        | ۱۴۴۵ |
| قواق دلالی           | ۳۶°۵۵′۳۰″شمالی ۵۵°۵۷′۲۹″شرقی / ۳۶٫۹۲۴۹°شمالی ۵۵٫۹۵۸۰°شرقی |        | ۱۴۴۶ |
| قوچ کمر              | ۳۶°۳۵′۱۵″شمالی ۵۶°۳۷′۵۹″شرقی / ۳۶٫۵۸۷۶°شمالی ۵۶٫۶۳۳۱°شرقی |        | ۱۴۴۷ |
| قوزله                | ۳۷°۰۱′۰۶″شمالی ۵۵°۳۷′۵۶″شرقی / ۳۷٫۰۱۸۲°شمالی ۵۵٫۶۳۲۱°شرقی |        | ۱۴۴۸ |
| قوشه تپه             | ۳۷°۰۶′۳۸″شمالی ۵۵°۴۹′۲۰″شرقی / ۳۷٫۱۱۰۵°شمالی ۵۵٫۸۲۲۲°شرقی |        | ۱۴۴۹ |
| قول                  | ۳۷°۱۴′۵۲″شمالی ۵۵°۵۱′۲۱″شرقی / ۳۷٫۲۴۷۹°شمالی ۵۵٫۸۵۵۷°شرقی |        | ۱۴۵۰ |
| قول                  | ۳۷°۱۵′۱۰″شمالی ۵۵°۵۱′۴۹″شرقی / ۳۷٫۲۵۲۷°شمالی ۵۵٫۸۶۳۷°شرقی |        | ۱۴۵۱ |
| کال چشمه گلو         | ۳۶°۳۱′۴۵″شمالی ۵۶°۱۲′۴۵″شرقی / ۳۶٫۵۲۹۱°شمالی ۵۶٫۲۱۲۶°شرقی |        | ۱۴۵۲ |
| کجدر                 | ۳۷°۰۲′۴۷″شمالی ۵۵°۴۲′۴۶″شرقی / ۳۷٫۰۴۶۴°شمالی ۵۵٫۷۱۲۷°شرقی |        | ۱۴۵۳ |
| کفتراشان             | ۳۶°۳۵′۴۵″شمالی ۵۶°۳۹′۳۲″شرقی / ۳۶٫۵۹۵۷°شمالی ۵۶٫۶۵۸۹°شرقی |        | ۱۴۵۴ |
| کفترک                | ۳۶°۵۸′۱۰″شمالی ۵۵°۵۸′۴۹″شرقی / ۳۶٫۹۶۹۴°شمالی ۵۵٫۹۸۰۴°شرقی |        | ۱۴۵۵ |
| کلیدران              | ۳۶°۳۵′۵۰″شمالی ۵۶°۴۳′۱۷″شرقی / ۳۶٫۵۹۷۲°شمالی ۵۶٫۷۲۱۳°شرقی |        | ۱۴۵۶ |
| کمر                  | ۳۷°۱۲′۱۳″شمالی ۵۵°۴۹′۱۹″شرقی / ۳۷٫۲۰۳۶°شمالی ۵۵٫۸۲۱۹°شرقی |        | ۱۴۵۷ |
| کمربرهنه             | ۳۶°۲۷′۱۴″شمالی ۵۶°۱۸′۴۸″شرقی / ۳۶٫۴۵۳۹°شمالی ۵۶٫۳۱۳۲°شرقی |        | ۱۴۵۸ |
| کمربشرود             | ۳۶°۳۴′۰۶″شمالی ۵۶°۴۳′۴۲″شرقی / ۳۶٫۵۶۸۲°شمالی ۵۶٫۷۲۸۴°شرقی |        | ۱۴۵۹ |
| کمربینه خانی         | ۳۶°۳۴′۴۰″شمالی ۵۶°۴۲′۲۰″شرقی / ۳۶٫۵۷۷۷°شمالی ۵۶٫۷۰۵۶°شرقی |        | ۱۴۶۰ |
| کمرپنج پشته          | ۳۶°۲۲′۴۸″شمالی ۵۵°۳۸′۵۰″شرقی / ۳۶٫۳۸۰۱°شمالی ۵۵٫۶۴۷۳°شرقی |        | ۱۴۶۱ |
| کمرپوشندر            | ۳۶°۲۳′۰۵″شمالی ۵۵°۳۵′۳۰″شرقی / ۳۶٫۳۸۴۸°شمالی ۵۵٫۵۹۱۸°شرقی |        | ۱۴۶۲ |
| کمرپی بشرود          | ۳۶°۳۴′۴۵″شمالی ۵۶°۴۴′۲۷″شرقی / ۳۶٫۵۷۹۱°شمالی ۵۶٫۷۴۰۷°شرقی |        | ۱۴۶۳ |
| کمرخرسنگی            | ۳۶°۲۷′۰۸″شمالی ۵۶°۳۰′۵۷″شرقی / ۳۶٫۴۵۲۱°شمالی ۵۶٫۵۱۵۸°شرقی |        | ۱۴۶۴ |
| کمرخوردی             | ۳۶°۳۱′۴۸″شمالی ۵۶°۵۰′۲۶″شرقی / ۳۶٫۵۳۰۰°شمالی ۵۶٫۸۴۰۵°شرقی |        | ۱۴۶۵ |
| کمردوزخ تر           | ۳۶°۲۱′۵۱″شمالی ۵۵°۳۲′۵۶″شرقی / ۳۶٫۳۶۴۲°شمالی ۵۵٫۵۴۸۹°شرقی |        | ۱۴۶۶ |
| کمرزردقره سقر        | ۳۶°۲۵′۲۱″شمالی ۵۵°۴۸′۱۳″شرقی / ۳۶٫۴۲۲۵°شمالی ۵۵٫۸۰۳۵°شرقی |        | ۱۴۶۷ |
| کمرزردکلاغاشوم       | ۳۶°۲۵′۵۷″شمالی ۵۵°۵۰′۲۷″شرقی / ۳۶٫۴۳۲۴°شمالی ۵۵٫۸۴۰۹°شرقی |        | ۱۴۶۸ |
| کمرسرسری             | ۳۶°۲۷′۰۰″شمالی ۵۶°۴۰′۴۲″شرقی / ۳۶٫۴۴۹۹°شمالی ۵۶٫۶۷۸۳°شرقی |        | ۱۴۶۹ |
| کمرسفید              | ۳۶°۳۸′۰۶″شمالی ۵۶°۴۴′۰۲″شرقی / ۳۶٫۶۳۴۹°شمالی ۵۶٫۷۳۳۸°شرقی |        | ۱۴۷۰ |
| کمرسیاه              | ۳۶°۲۹′۳۳″شمالی ۵۶°۰۱′۲۸″شرقی / ۳۶٫۴۹۲۵°شمالی ۵۶٫۰۲۴۵°شرقی |        | ۱۴۷۱ |
| کمرسیاه سلیمانی      | ۳۶°۲۰′۴۹″شمالی ۵۵°۳۳′۲۱″شرقی / ۳۶٫۳۴۶۹°شمالی ۵۵٫۵۵۵۸°شرقی |        | ۱۴۷۲ |
| کمرشکارخانه          | ۳۶°۳۴′۰۸″شمالی ۵۶°۴۹′۳۰″شرقی / ۳۶٫۵۶۸۸°شمالی ۵۶٫۸۲۴۹°شرقی |        | ۱۴۷۳ |
| کمرکمایی             | ۳۶°۳۵′۲۶″شمالی ۵۶°۴۱′۴۷″شرقی / ۳۶٫۵۹۰۶°شمالی ۵۶٫۶۹۶۳°شرقی |        | ۱۴۷۴ |
| کمرمیان دلوا         | ۳۶°۴۱′۰۶″شمالی ۵۶°۳۹′۴۰″شرقی / ۳۶٫۶۸۵۱°شمالی ۵۶٫۶۶۱۲°شرقی |        | ۱۴۷۵ |
| کمرمیاندشت           | ۳۶°۲۸′۵۶″شمالی ۵۶°۰۵′۱۸″شرقی / ۳۶٫۴۸۲۳°شمالی ۵۶٫۰۸۸۴°شرقی |        | ۱۴۷۶ |
| کمریک لنگه           | ۳۶°۲۱′۲۷″شمالی ۵۵°۳۰′۲۴″شرقی / ۳۶٫۳۵۷۵°شمالی ۵۵٫۵۰۶۷°شرقی |        | ۱۴۷۷ |
| کندیل بزرگ           | ۳۶°۳۹′۱۸″شمالی ۵۶°۳۵′۲۹″شرقی / ۳۶٫۶۵۴۹°شمالی ۵۶٫۵۹۱۴°شرقی |        | ۱۴۷۸ |
| کنی                  | ۳۶°۴۷′۰۳″شمالی ۵۵°۵۶′۳۰″شرقی / ۳۶٫۷۸۴۳°شمالی ۵۵٫۹۴۱۸°شرقی |        | ۱۴۷۹ |
| گچی                  | ۳۶°۴۸′۴۱″شمالی ۵۶°۰۷′۰۹″شرقی / ۳۶٫۸۱۱۳°شمالی ۵۶٫۱۱۹۱°شرقی |        | ۱۴۸۰ |
| گدارگز               | ۳۶°۵۱′۲۳″شمالی ۵۶°۰۶′۲۴″شرقی / ۳۶٫۸۵۶۴°شمالی ۵۶٫۱۰۶۸°شرقی |        | ۱۴۸۱ |
| گدارگز               | ۳۶°۵۲′۲۱″شمالی ۵۶°۰۹′۴۸″شرقی / ۳۶٫۸۷۲۵°شمالی ۵۶٫۱۶۳۴°شرقی |        | ۱۴۸۲ |
| گزه سو               | ۳۷°۰۱′۵۱″شمالی ۵۵°۴۹′۰۳″شرقی / ۳۷٫۰۳۰۸°شمالی ۵۵٫۸۱۷۴°شرقی |        | ۱۴۸۳ |
| گل بینی              | ۳۶°۳۴′۴۳″شمالی ۵۶°۳۶′۲۲″شرقی / ۳۶٫۵۷۸۷°شمالی ۵۶٫۶۰۶۲°شرقی |        | ۱۴۸۴ |
| گنجگاه               | ۳۶°۳۵′۱۹″شمالی ۵۶°۴۷′۱۸″شرقی / ۳۶٫۵۸۸۶°شمالی ۵۶٫۷۸۸۲°شرقی |        | ۱۴۸۵ |
| گوهرسوان             | ۳۶°۱۵′۴۷″شمالی ۵۵°۲۷′۱۵″شرقی / ۳۶٫۲۶۳۰°شمالی ۵۵٫۴۵۴۲°شرقی |        | ۱۴۸۶ |
| لاگ لاگ              | ۳۶°۴۰′۴۲″شمالی ۵۶°۴۴′۰۰″شرقی / ۳۶٫۶۷۸۳°شمالی ۵۶٫۷۳۳۲°شرقی |        | ۱۴۸۷ |
| لک کمرپوشنجیلا       | ۳۶°۳۶′۳۵″شمالی ۵۶°۴۵′۳۶″شرقی / ۳۶٫۶۰۹۸°شمالی ۵۶٫۷۵۹۹°شرقی |        | ۱۴۸۸ |
| لک کمرکوت کنجد       | ۳۶°۳۵′۳۳″شمالی ۵۶°۴۵′۰۹″شرقی / ۳۶٫۵۹۲۶°شمالی ۵۶٫۷۵۲۴°شرقی |        | ۱۴۸۹ |
| لک کمرکوت کنجد       | ۳۶°۳۵′۵۵″شمالی ۵۶°۴۴′۴۳″شرقی / ۳۶٫۵۹۸۵°شمالی ۵۶٫۷۴۵۳°شرقی |        | ۱۴۹۰ |
| لیب زاری             | ۳۶°۴۶′۱۷″شمالی ۵۵°۳۶′۴۹″شرقی / ۳۶٫۷۷۱۳°شمالی ۵۵٫۶۱۳۵°شرقی |        | ۱۴۹۱ |
| لیب زاری             | ۳۶°۴۷′۴۲″شمالی ۵۵°۳۷′۳۵″شرقی / ۳۶٫۷۹۵۰°شمالی ۵۵٫۶۲۶۴°شرقی |        | ۱۴۹۲ |
| ماهور چاه چاله       | ۳۶°۲۰′۴۱″شمالی ۵۵°۴۱′۰۰″شرقی / ۳۶٫۳۴۴۷°شمالی ۵۵٫۶۸۳۴°شرقی |        | ۱۴۹۳ |
| مرغی                 | ۳۶°۳۵′۴۱″شمالی ۵۶°۴۴′۰۷″شرقی / ۳۶٫۵۹۴۶°شمالی ۵۶٫۷۳۵۳°شرقی |        | ۱۴۹۴ |
| معدن                 | ۳۶°۲۵′۱۵″شمالی ۵۶°۲۵′۴۹″شرقی / ۳۶٫۴۲۰۸°شمالی ۵۶٫۴۳۰۴°شرقی |        | ۱۴۹۵ |
| مورس                 | ۳۶°۲۵′۴۸″شمالی ۵۵°۲۸′۵۷″شرقی / ۳۶٫۴۳۰۰°شمالی ۵۵٫۴۸۲۵°شرقی |        | ۱۴۹۶ |
| مورس                 | ۳۶°۲۳′۱۵″شمالی ۵۵°۲۳′۵۴″شرقی / ۳۶٫۳۸۷۵°شمالی ۵۵٫۳۹۸۲°شرقی |        | ۱۴۹۷ |
| مورس                 | ۳۶°۲۲′۳۴″شمالی ۵۵°۲۰′۴۰″شرقی / ۳۶٫۳۷۶۲°شمالی ۵۵٫۳۴۴۵°شرقی |        | ۱۴۹۸ |
| میامی                | ۳۶°۲۳′۰۴″شمالی ۵۵°۴۳′۰۳″شرقی / ۳۶٫۳۸۴۵°شمالی ۵۵٫۷۱۷۵°شرقی |        | ۱۴۹۹ |
| میان چفت             | ۳۶°۴۹′۴۶″شمالی ۵۵°۵۳′۴۱″شرقی / ۳۶٫۸۲۹۵°شمالی ۵۵٫۸۹۴۷°شرقی |        | ۱۵۰۰ |
| میان کوه             | ۳۶°۴۵′۱۸″شمالی ۵۵°۳۵′۲۹″شرقی / ۳۶٫۷۵۵۰°شمالی ۵۵٫۵۹۱۴°شرقی |        | ۱۵۰۱ |
| میان کوه             | ۳۶°۵۱′۵۶″شمالی ۵۵°۳۸′۲۱″شرقی / ۳۶٫۸۶۵۵°شمالی ۵۵٫۶۳۹۲°شرقی |        | ۱۵۰۲ |
| میان کوه             | ۳۶°۴۷′۵۵″شمالی ۵۵°۵۷′۰۴″شرقی / ۳۶٫۷۹۸۶°شمالی ۵۵٫۹۵۱۲°شرقی |        | ۱۵۰۳ |
| نرکولی               | ۳۷°۱۵′۲۰″شمالی ۵۵°۵۳′۵۱″شرقی / ۳۷٫۲۵۵۵°شمالی ۵۵٫۸۹۷۶°شرقی |        | ۱۵۰۴ |
| نرگلان               | ۳۶°۵۶′۴۱″شمالی ۵۵°۴۴′۰۴″شرقی / ۳۶٫۹۴۴۸°شمالی ۵۵٫۷۳۴۴°شرقی |        | ۱۵۰۵ |
| نرگلان               | ۳۶°۵۴′۳۵″شمالی ۵۵°۳۹′۲۶″شرقی / ۳۶٫۹۰۹۷°شمالی ۵۵٫۶۵۷۳°شرقی |        | ۱۵۰۶ |
| نسوم بند مهار        | ۳۶°۵۰′۱۹″شمالی ۵۶°۰۳′۲۹″شرقی / ۳۶٫۸۳۸۷°شمالی ۵۶٫۰۵۸۱°شرقی |        | ۱۵۰۷ |
| نسوم ترکیده          | ۳۶°۴۹′۴۶″شمالی ۵۵°۵۵′۱۶″شرقی / ۳۶٫۸۲۹۵°شمالی ۵۵٫۹۲۱۱°شرقی |        | ۱۵۰۸ |
| هادی کمر             | ۳۶°۴۶′۰۳″شمالی ۵۵°۴۳′۵۷″شرقی / ۳۶٫۷۶۷۴°شمالی ۵۵٫۷۳۲۶°شرقی |        | ۱۵۰۹ |
| هزارمیش              | ۳۶°۵۲′۳۰″شمالی ۵۵°۵۵′۴۴″شرقی / ۳۶٫۸۷۵۱°شمالی ۵۵٫۹۲۹۰°شرقی |        | ۱۵۱۰ |
| هزارمیش              | ۳۶°۵۲′۳۸″شمالی ۵۵°۵۵′۱۱″شرقی / ۳۶٫۸۷۷۲°شمالی ۵۵٫۹۱۹۷°شرقی |        | ۱۵۱۱ |
| هنگرد                | ۳۶°۳۳′۰۱″شمالی ۵۶°۲۷′۵۴″شرقی / ۳۶٫۵۵۰۳°شمالی ۵۶٫۴۶۴۹°شرقی |        | ۱۵۱۲ |
| یال کوه              | ۳۶°۲۹′۴۲″شمالی ۵۶°۰۴′۳۵″شرقی / ۳۶٫۴۹۵۰°شمالی ۵۶٫۰۷۶۳°شرقی |        | ۱۵۱۳ |
| یال مرز چاه مقصود    | ۳۶°۱۷′۵۹″شمالی ۵۵°۳۶′۳۱″شرقی / ۳۶٫۲۹۹۶°شمالی ۵۵٫۶۰۸۷°شرقی |        | ۱۵۱۴ |
| یال مرز حاجی کوله    | ۳۶°۱۹′۳۴″شمالی ۵۵°۳۵′۳۸″شرقی / ۳۶٫۳۲۶۰°شمالی ۵۵٫۵۹۳۸°شرقی |        | ۱۵۱۵ |
| یک لنگه              | ۳۶°۲۲′۴۷″شمالی ۵۵°۳۴′۳۳″شرقی / ۳۶٫۳۷۹۶°شمالی ۵۵٫۵۷۵۷°شرقی |        | ۱۵۱۶ |

## عکس

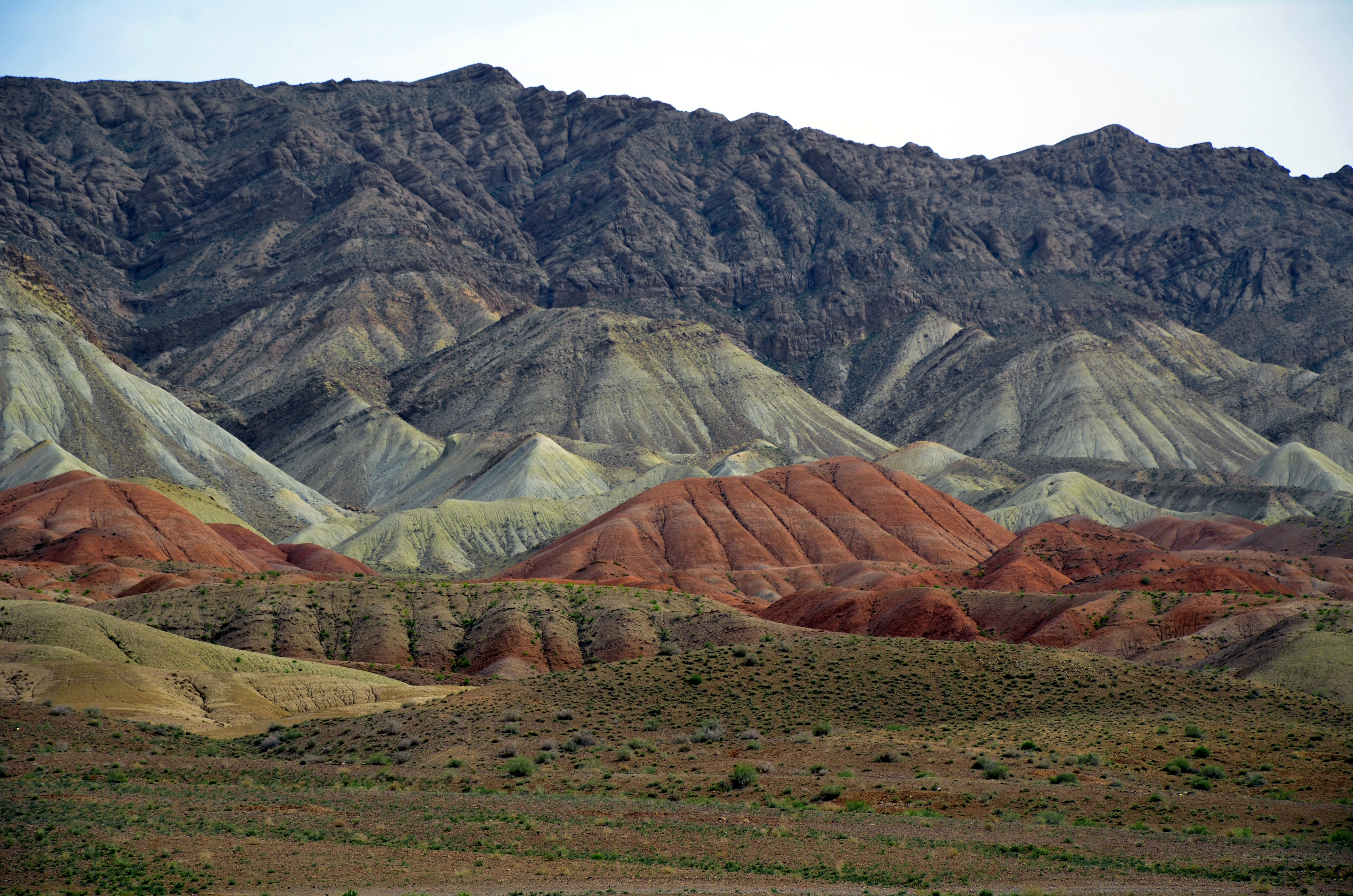
کله قوچی ۱۴ اردیبهشت ۱۳۹۴